# Art du Moyen Empire égyptien
Sauf précision contraire, les dates de cet article sont sous-entendues « avant l'ère commune » (AEC), c'est-à-dire « avant Jésus-Christ ».
L'art du Moyen empire correspond à la période du Moyen Empire de l'Égypte antique, entre 2030 et 1710 ou 1650 avant l'ère commune.
Si l'art égyptien donne l'impression d'une étonnante continuité sur des millénaires, l'étude d'une période comme celle du Moyen Empire prouve qu'avec une certaine flexibilité sur une trame permanente, de nouveaux principes, de nouvelles idées se sont greffées sur la trame qui persiste au fil du temps, produisant une société d'une complexité croissante.
Après les désordres de la Première Période intermédiaire, si l'on se réfère aux textes qui subsistent datant du Moyen Empire, la peur des forces chaotiques était plus prononcée qu'avant et l'accent était mis sur l'unité au sein du pays. Dans le même temps, le souvenir des bouleversements qui ont souvent traversés le pays peut avoir inspiré les anciens Égyptiens, car il leur a montré qu'ils pouvaient se remettre de périodes de désordre. C'est peut-être au moins en partie la raison pour laquelle le Moyen Empire a été considéré dans les époques ultérieures comme une époque idéale. En tout cas l'art s'y manifeste avec une remarquable maîtrise et en se distinguant nettement de la période précédente, avec parfois des références appuyées aux solutions formelles de l'Ancien Empire.

## Précisions chronologiques
Cette période correspond aux règnes des XIe, XIIe et XIIIe dynasties (sachant que les rois de la XIIIe dynastie et leurs dates sont incertaines) ou jusqu'à la fin de la XIVe dynastie qui est exceptionnellement contemporaine de la XIIIe, en raison de la confusion qui marque la fin du Moyen Empire,,,. Le Moyen Empire est compris, traditionnellement, entre la Première et la Deuxième Période intermédiaire.

## Remarques générales
Entre la XIe dynastie et la XIIe il existe de fortes différences. Cela tient, tout d'abord, au fait que, pour la première, de grandes disparités se manifestent encore entre les régions qui s'étaient affrontées lors de la période précédente. Ainsi l'art thébain, du Sud, au tout début du Moyen Empire présente des traits locaux caractéristiques, par exemple des figures dont les membres supérieurs sont curieusement courts avec des yeux accentués. Certaines représentations bidimensionnelles qui semblent avoir peu de précédents sont spécifiques à la région thébaine, notamment des représentations de rites singuliers liés à la déesse Hathor. Toujours dans la région de Thèbes, Les tombes et les temples ont des façades à colonnes spectaculaires, et celles-ci sont posées contre les falaises de calcaire verticales qui sont une caractéristique impressionnante du paysage du Sud. Après la réunification, sous Montouhotep II, des liens plus étroits se sont établis avec le Nord et ses traditions, et les œuvres d'art thébaines témoignent alors de la fusion des styles et de l'iconographie des deux régions.
Un début de renaissance ou de ré-emploi des formes prestigieuses issues de l'Ancien Empire apparait au début de la XIIe dynastie sous les rois Amenemhat Ier et Sésostris Ier, lorsqu'une nouvelle capitale est établie dans le Nord à Ititatouy (site de Licht), près du centre du pouvoir politique de l'Ancien Empire. La sculpture, le relief, la peinture et l'architecture montrent des affinités claires avec les traditions de l'Ancien Empire, bien qu'il subsiste certaines traces issues de la XIe dynastie. Ces rois renouent avec l'ancienne pratique des constructions d'ensembles de pyramides, accompagnées de mastabas, construits comme monuments commémoratifs et lieux de sépulture pour l'élite.

## Architecture
De nombreux monuments du Moyen Empire sont mal conservés, ce qui contribue au manque relatif de notoriété de cette époque aujourd'hui. Comme les temples égyptiens dédiés aux divinités étaient souvent remplacés par les rois qui se succédaient, presque aucun temple du Moyen Empire ne subsiste. Par ailleurs, de nombreuses pyramides du Moyen Empire ont été construites avec des noyaux en briques de terre séchée, qui se sont érodées après que leur couverture en calcaire ait été enlevée par d'anciens voleurs de pierres.

### Temples divins

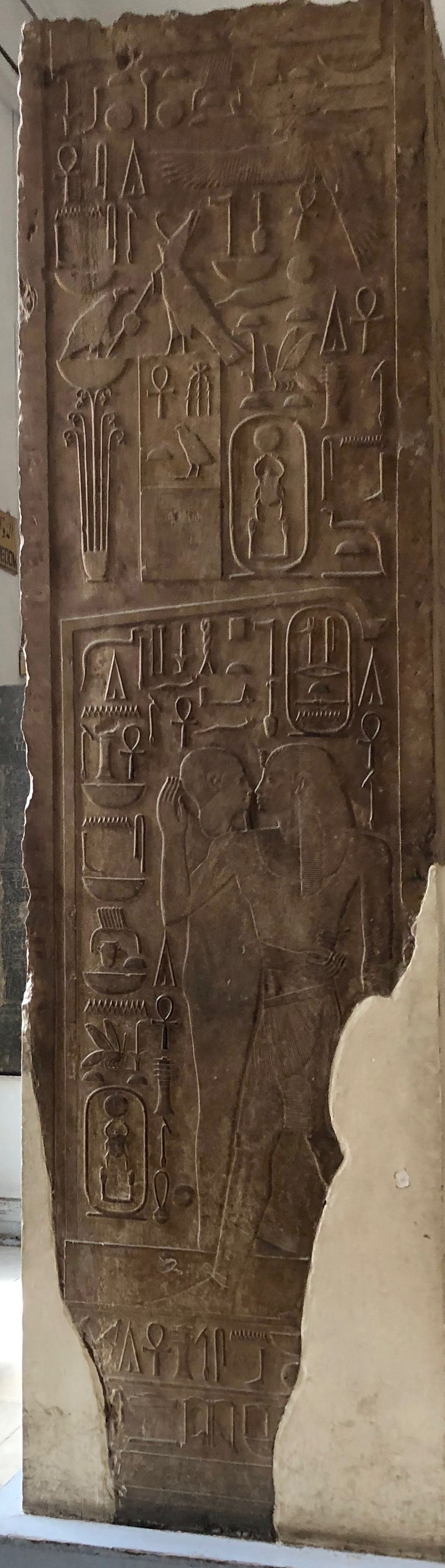
Pilier de Sésostris Ier. Face montrant Sésostris et Ptah, Haute-Égypte, Karnak, temple d'Amon, « cour de la cachette ». Calcaire. H. totale : 434 cm, Musée égyptien du Caire

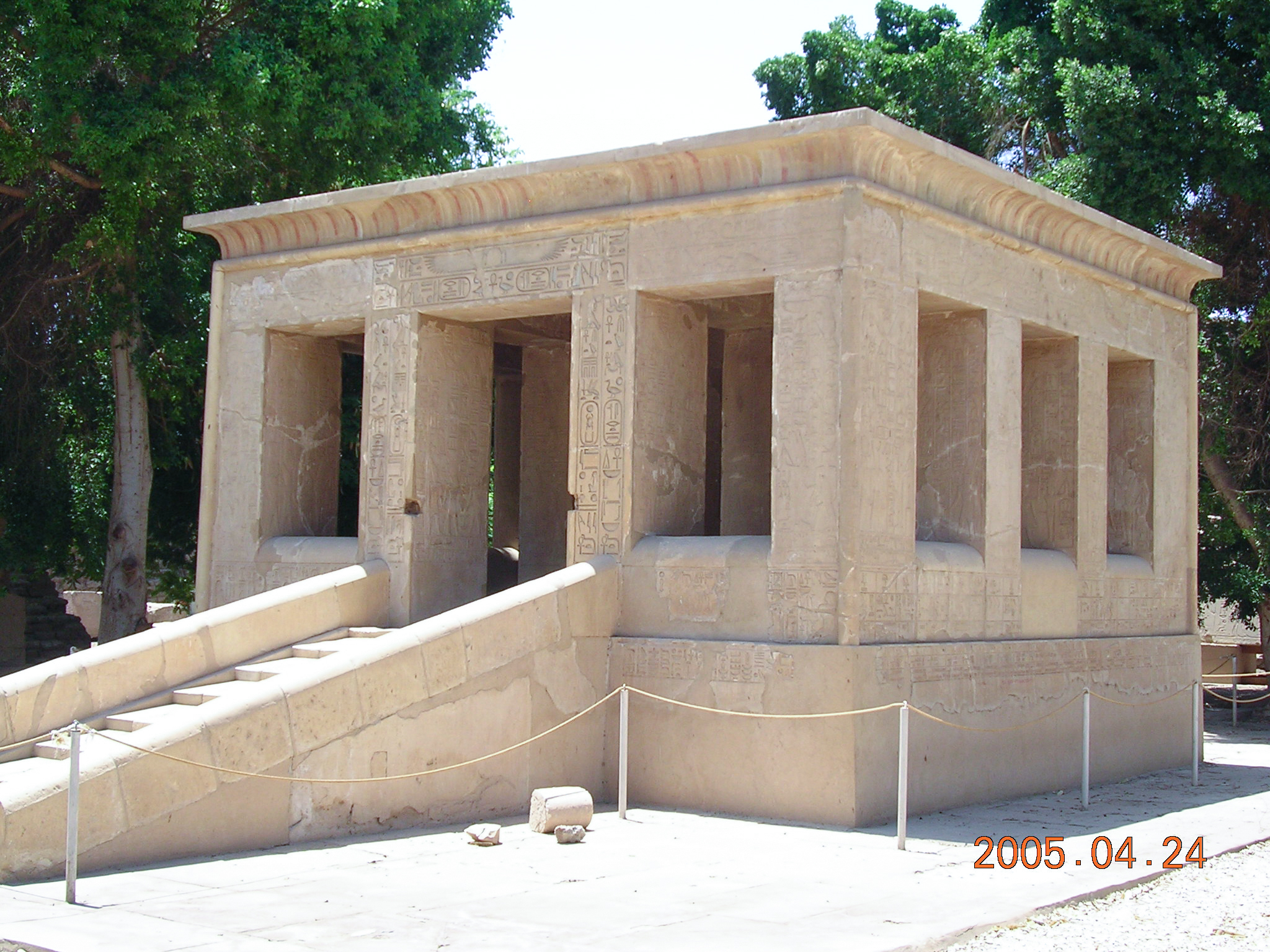
Chapelle blanche de Sésostris Ier à Karnak

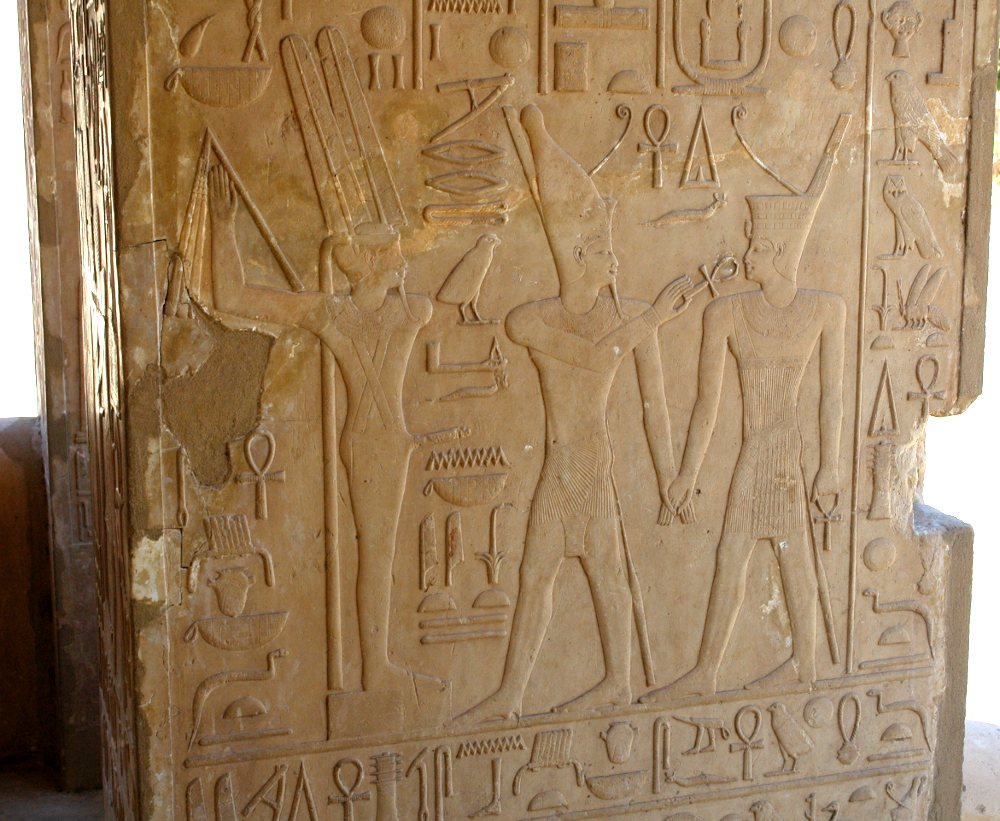
Bas-relief de style « classique ». Chapelle blanche de Sésostris Ier à Karnak

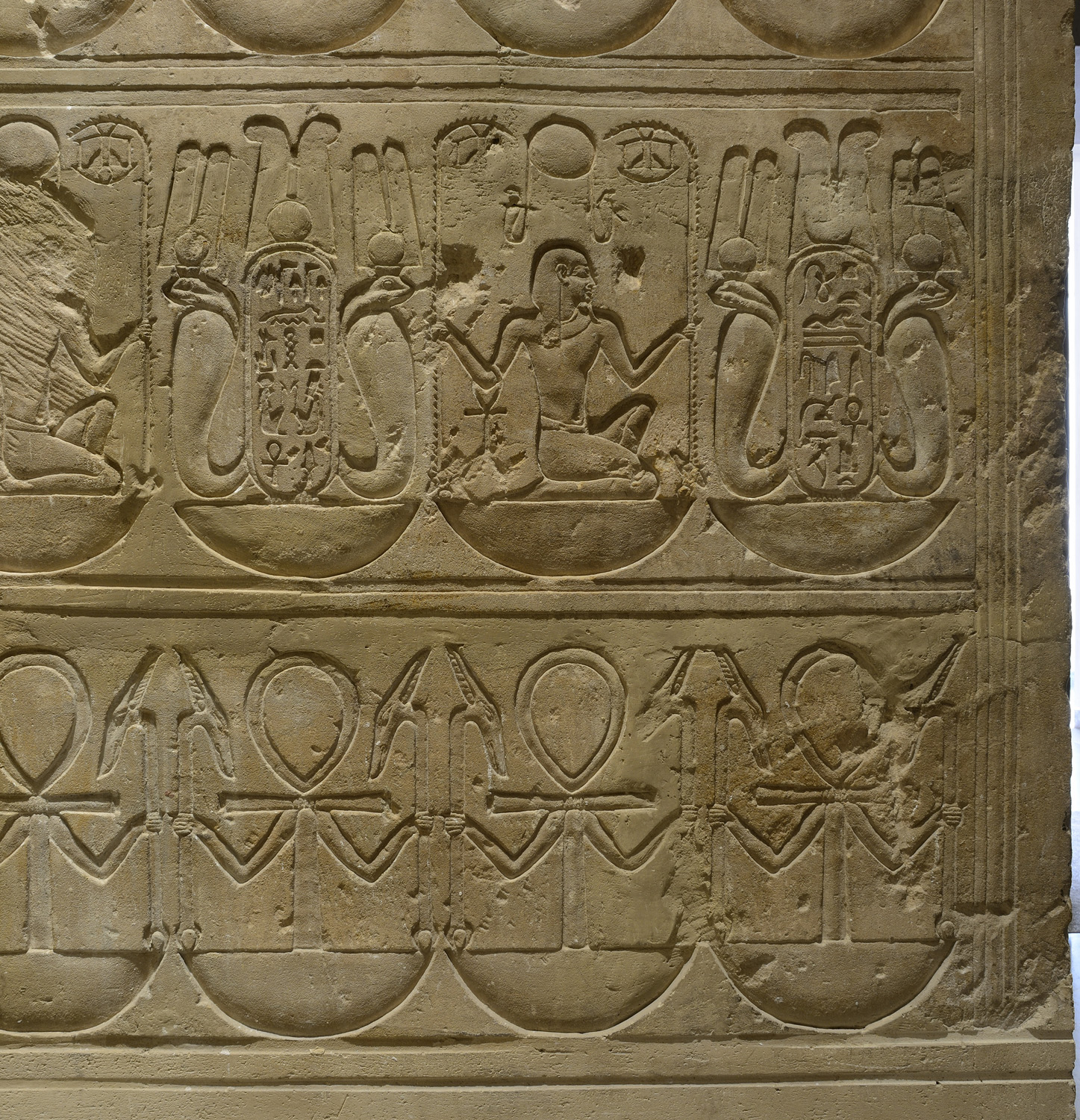
Bas-relief de la porte du temple de Montou (Médamoud)

Bien qu'il existe des preuves que les rois de l'Ancien Empire aient contribué à la réalisation d'œuvres d'art dans les temples dédiés aux divinités, le patronage royal de ces monuments s'est considérablement étendu au Moyen Empire, il n'en reste, aujourd'hui que de faibles traces. En particulier, c'est sous le règne de Sésostris Ier que l'on rencontre les premiers vestiges substantiels de temples avec des murs en pierre, une vaste décoration en relief et des programmes de sculpture.

#### Thèbes-Karnak-Louxor
Thèbes a été ainsi témoin de la création de l'un des plus grands temples de l'Égypte antique, le complexe de Karnak, dédié au dieu Amon, de plus en plus puissant à cette période. La présence de temples dédiés à des divinités, en des lieux importants répartis dans toute l'Égypte, peut également être comprise comme un moyen d'unifier la population et de souligner le rôle dominant du roi dans les centres régionaux.
Plusieurs exemples de temples aux divinités, construits à la XIIe dynastie, sont connus aujourd'hui, mais il n'en reste que bien peu de témoignages visibles.
Le temple de Tôd, où fut découvert un important trésor d'argenterie, aujourd'hui conservé au Louvre, fut établi par Sésostris Ier en l'honneur du dieu Montou. Il n'en reste actuellement que le plan au sol, qui est constitué de deux grandes salles : la première est une sorte de vestibule à quatre piliers, la seconde contient un naos au centre, entouré d'un couloir sur lequel ouvrent des pièces annexes. Le trésor, composé de lingots et de vaisselle d'argent, ainsi que de lapis-lazuli, se trouvait dans une de ces salles, qui devaient donc servir à des dépôts d'offrandes ou à la conservation de tributs. 
C'est encore pour Sésostris Ier, à l'occasion de sa première fête-Sed, que fut élevée la chapelle blanche (Karnak), retrouvée entièrement démontée dans les fondations d'un pylône du temple d'Amon à Karnak, et actuellement remontée dans le musée en plein air à côté du temple. Cette chapelle est, en fait, un bâtiment cubique auquel on accède par deux rampes opposées. Elle présente des éléments tout à fait caractéristiques de l'architecture égyptienne, comme le tore et la corniche à gorge, mais également le premier exemple de mur-bahut. Seize piliers extérieurs et quatre intérieurs soutiennent le toit plat. On peut comparer cette architecture à celle des chapelles situées à côté des temples pour recevoir la barque du dieu, et dont on a retrouvé un exemple aussi dans les fondations d'un pilier du temple d'Amon à Karnak.
Le décor de la chapelle blanche est en bas-relief, très soigné, une caractéristique du style thébain. Il marque la liaison religieuse entre le dieu Amon, représenté sous la forme ithyphallique d'Amon-Min, avec le pharaon. La fonction d'un tel bâtiment est discutée : non seulement, il servait dans les fêtes Sed, mais aussi dans des processions, accueillant la statue du dieu Amon de Karnak.
À Médamoud, à proximité de Louxor, Sésostris III édifia un temple consacré à Montou. Les vestiges de ce temple remanié plusieurs fois aux périodes qui suivirent le Moyen Empire, ont été dispersés dans différents musées du monde, dont notamment le Louvre et le Musée égyptien du Caire. Stylistiquement proche de la chapelle blanche de Sésostris Ier, on y a également retrouvé de nombreuses statues du roi sous différents aspects. Médamoud a été le plus grand centre de production de céramique d'Égypte dans l'Antiquité.

#### Abydos
Sésostris III édifia également en Abydos un temple cénotaphe consacré à Osiris, dont le plan et la structure annonce déjà ceux des temples divins du Nouvel Empire.

#### Fayoum
L'oasis du Fayoum fut une région particulièrement favorisée par les pharaons de la XIIe dynastie qui, outre les complexes funéraires édifiés à proximité de la nouvelle résidence fondée à Itj-Taouy (Licht), fondèrent plusieurs temples autour du lac Karoun qui occupe le centre de la dépression du Fayoum :
- celui de Qasr el-Sagah est de loin le plus énigmatique de par son architecture qui rappelle ceux de la IVe dynastie et son aspect inachevé. Il reste cependant rattaché à la XIIe dynastie au vu des découvertes épigraphiques qui y ont été faites ;
- celui de temple de Rénénoutet à Médinet Mâdi, actuellement englobé dans des bâtiments d'époque ptolémaïque, était dédié au dieu Sobek ainsi qu'à sa parèdre Rénénoutet, et fut réalisé par Amenemhat III et Amenemhat IV. Il  contient lui aussi toutes les caractéristiques de l'architecture égyptienne (murs droits, corniche à gorge, tore, etc.), et un exemple intéressant de colonnes papyriformes fasciculées ;
- c'est encore Amenemhat III qui fit ériger deux colosses à son image au bord du lac, sur le site actuel de Bihamou. Ces deux statues représentant le roi assis sur son trône, auxquelles on rendait un culte en tant que manifestation du Nil, faisaient face au lac. Seuls les vestiges des deux socles massifs qui les supportaient restent aujourd'hui encore visibles.

### Architecture funéraire royale

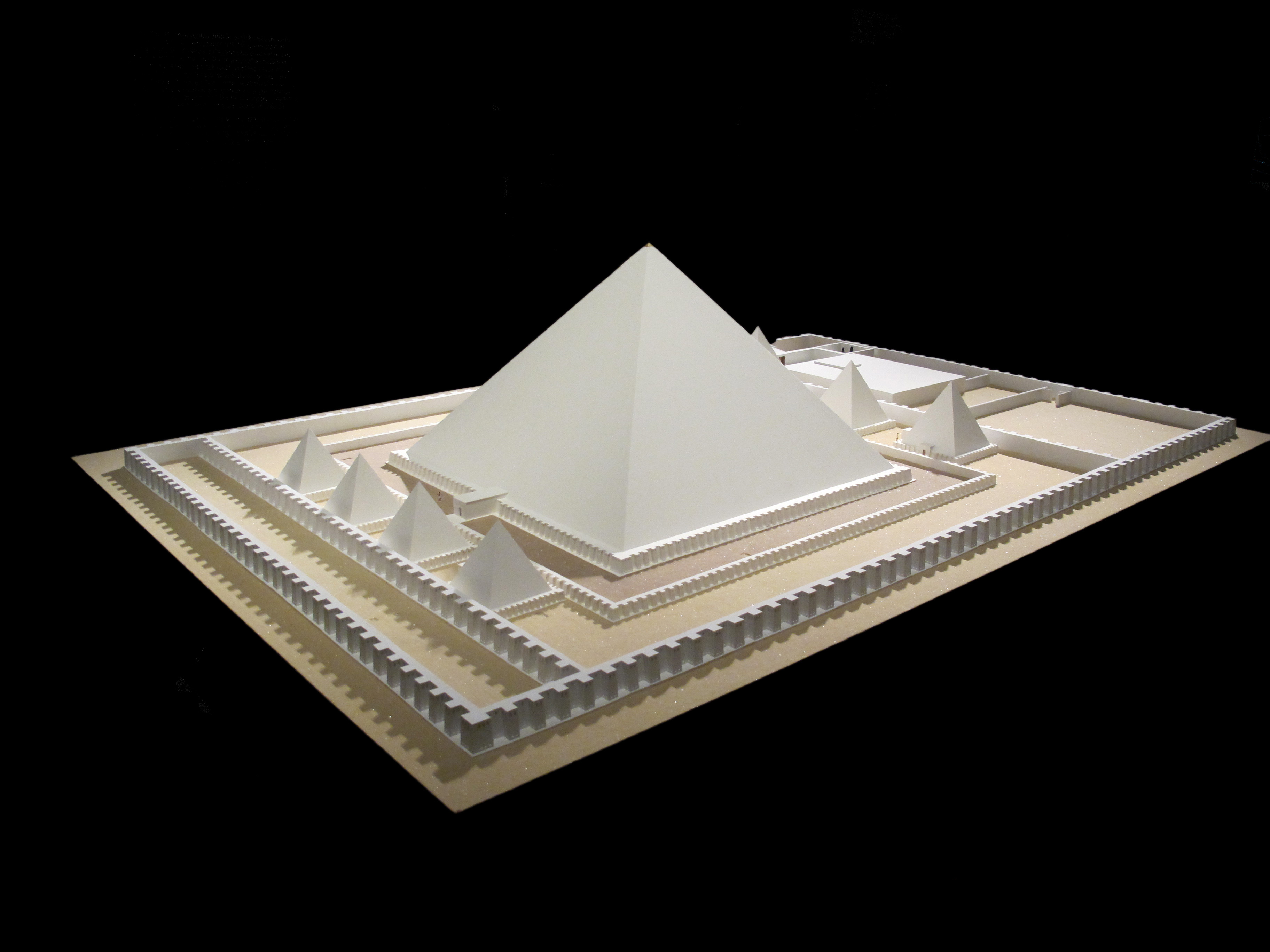
Maquette de l'ensemble funéraire et la pyramide de Sésostris II. Les petites pyramides sont celles des princesses.
Metropolitan Museum of Art

Les premiers souverains du Moyen Empire étaient enterrés dans la région de Thèbes, dans des hypogées creusées à même la roche. Le roi Nebhepetrê Montouhotep II fit construire la sienne à Deir el-Bahari, à côté du futur temple d'Hatchepsout (XVIIIe dynastie).
Consacré en partie à Amon, ce complexe funéraire se compose d'un temple d'accueil, d'une grande cour avec en son centre une plateforme sur colonnes de vingt-deux mètres de côté, sur laquelle se trouvait un mastaba. Deux tombeaux furent creusés pour le roi, dans la falaise à partir d'un temple qui comportait également une cour à portiques et une salle hypostyle. Des statues royales longeaient les rampes d'accès à ce complexe remarquable par son immensité et le fait qu'il fut à moitié construit et moitié creusé dans la falaise. Des bas reliefs très marqués et anguleux sont à rapprocher de ceux de la Première Période intermédiaire.
La construction d'un ensemble aussi impressionnant rappelle que Montouhotep II fut l'homme qui ramena l'unité et le calme en Égypte, et par là-même la possibilité d'utiliser les finances à de tels travaux.
La pyramide revient à la mode sous Sésostris Ier, qui fait édifier la sienne à Licht. Haute de 61 m, elle mesure 106 m de côté, et marque l'apparition des Textes des sarcophages en remplacement des Textes des pyramides. Le complexe est entouré d'une première grande enceinte, derrière laquelle se trouve la cour du temple funéraire. Une seconde enceinte enserre la partie privée, où des barques en bois et dix statues du roi ont été retrouvées.
La pyramide de Sésostris II se trouve à el-Lahoun : on peut encore y voir un beau sarcophage de granit rouge. À Dahchour est élevée celle de Sésostris III (105 m de côté, 78 m de haut), et à Hawara (dans l'oasis du Fayoum), celle d'Amenemhat III. Ce dernier édifice, large de cent mètres, se compose d'un dédale de couloir, et contient une cuve monolithique en granit. Son temple funéraire, situé sur sa face sud, était gigantesque (200 × 300 m de côté) ; englobé dans une muraille, il se composait de douze cours parfois à colonnade, sur deux étages.

### Architecture funéraire des particuliers

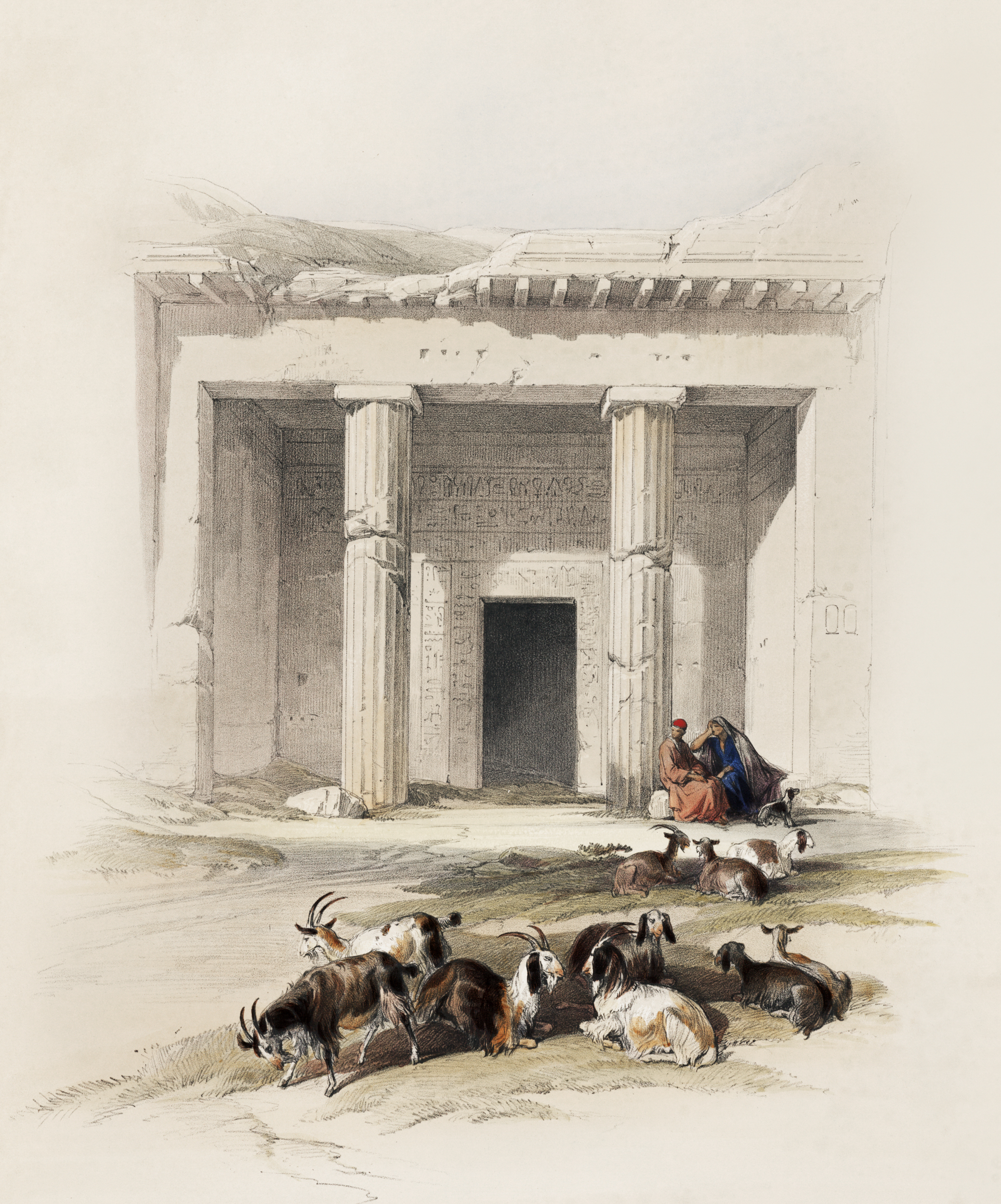
Tombe du nomarque Khnoumhotep II. Beni Hassan. Illustration David Roberts (1796-1864 de l'ère actuelle)
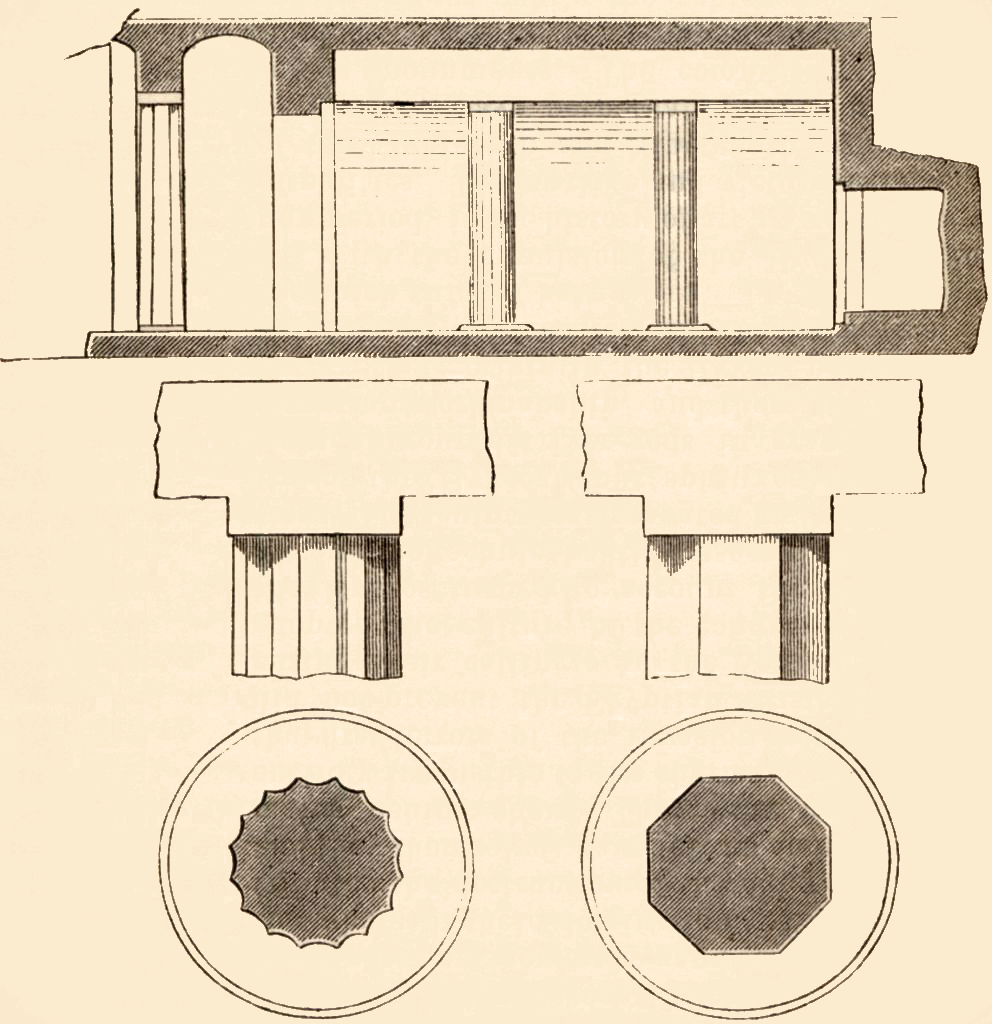
Idem. Coupe sur cette tombe. Colonnes, élévation et section. Relevé : Karl Baedeker, 1885
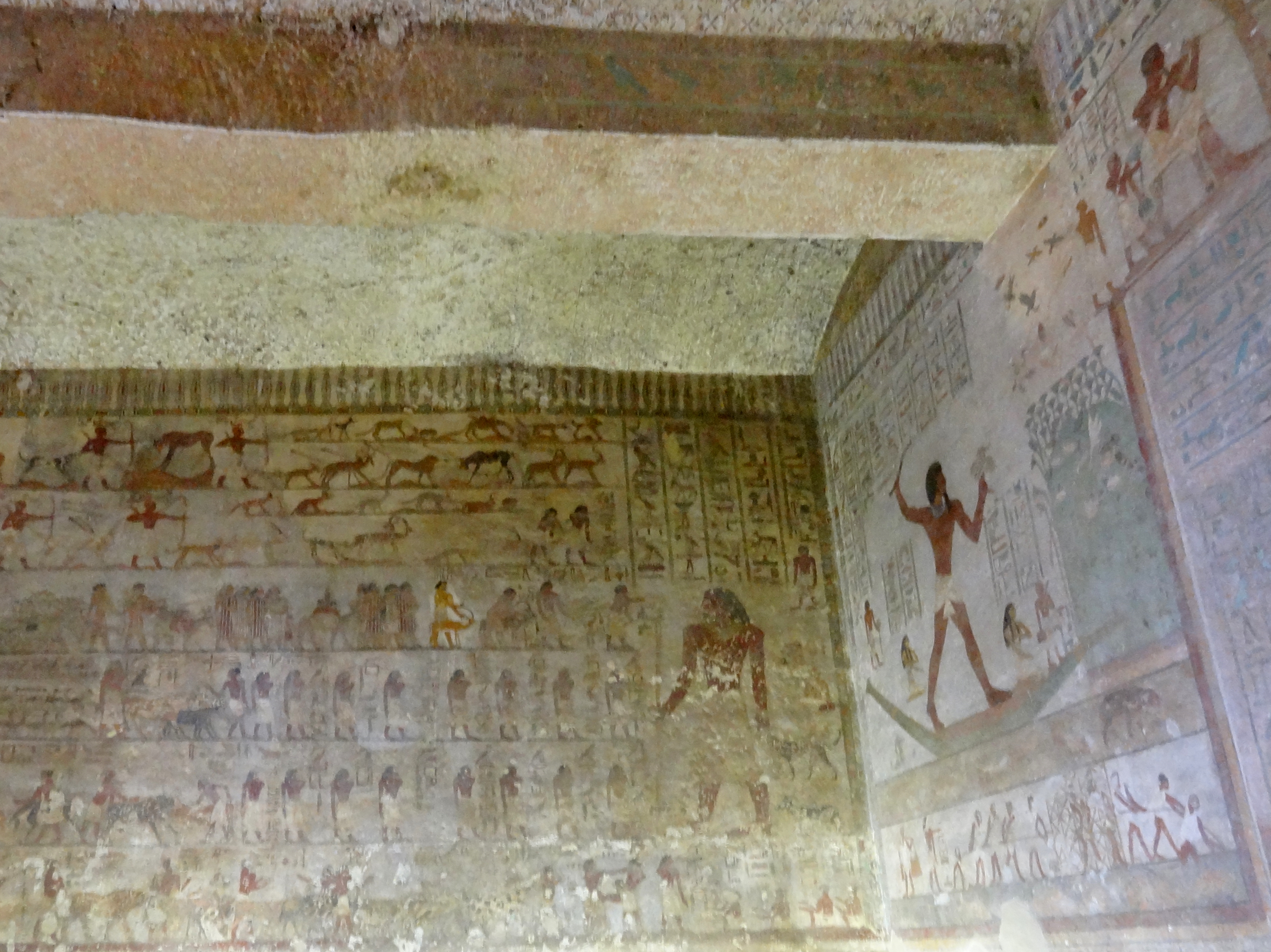
Idem. Vue partielle, dont côté Est
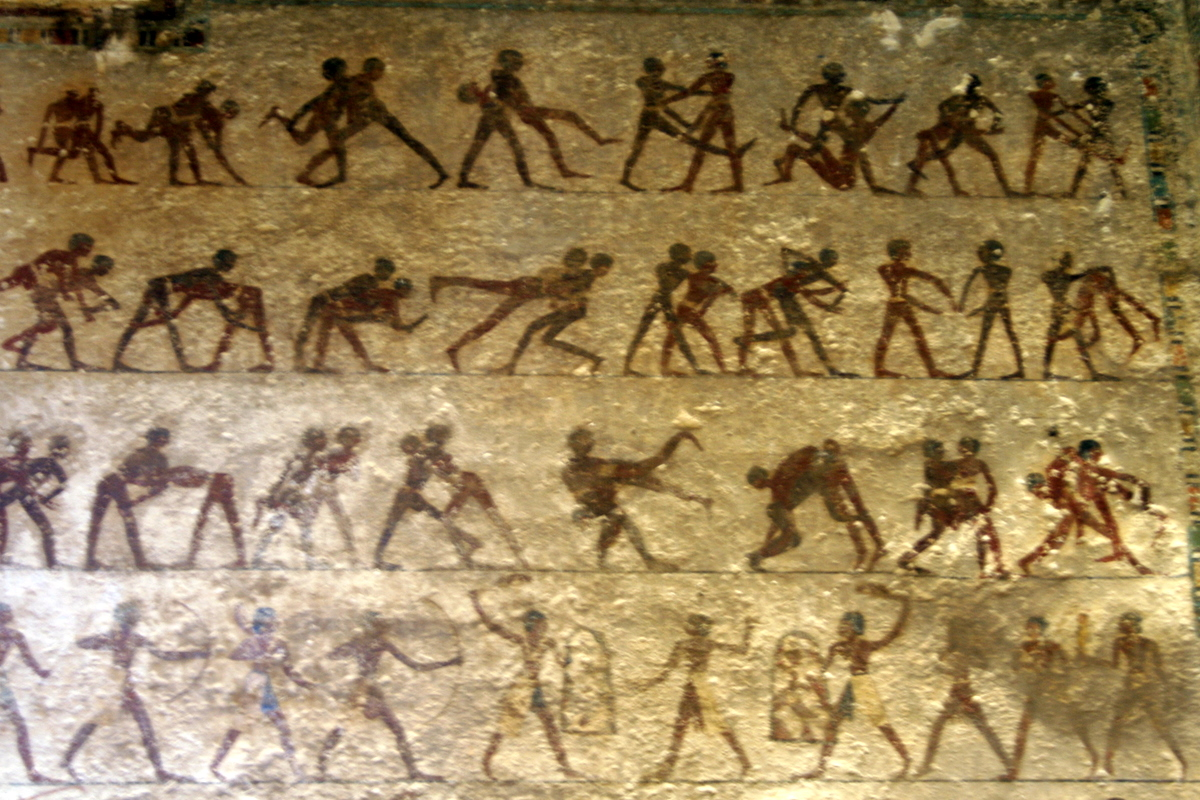
Idem. Vue partielle. Entrainement militaire (?)

Les riches particuliers au Moyen Empire étaient inhumés principalement dans les nécropoles de Beni Hassan et d'Assouan. Dans la première se trouvent ainsi creusées dans la falaise près de trente tombes datant de la XIe et surtout de la XIIe dynastie. Sous la XIIe dynastie, les tombes se décomposaient de cette manière : une cour, menant à une chapelle creusée dans le massif rocheux d'où partent un ou plusieurs puits funéraires vers les caveaux. Les stèles étaient placées vers l'entrée, et non plus dans la chambre funéraire, tandis que la chapelle enfermait une niche avec une statue. Les décors de peinture et de bas-reliefs, en registres, sont souvent somptueux, avec des scènes de pêche, de chasse ou d'agriculture et de belles transcriptions naturalistes de la vie réelle, jusqu'au sport, ce qui est tout à fait exceptionnel(ou l'entrainement militaire ?) dans le tombeau de Khnoumhotep II.
De nouveaux thèmes apparaissent, comme les scènes de lutte, les guerriers, les fabrications d'armes et les thèmes exotiques. Dans la chapelle du nomarque Khnoumhotep II, à Beni Hassan, on observe ainsi une caravane d'Asiatiques, une récolte de figues et une chasse aux canards. À Assouan, dans la tombe d'Amenemhat II, on peut voir des scènes de lutte où le mouvement est minutieusement décomposé.

## Mobilier funéraire

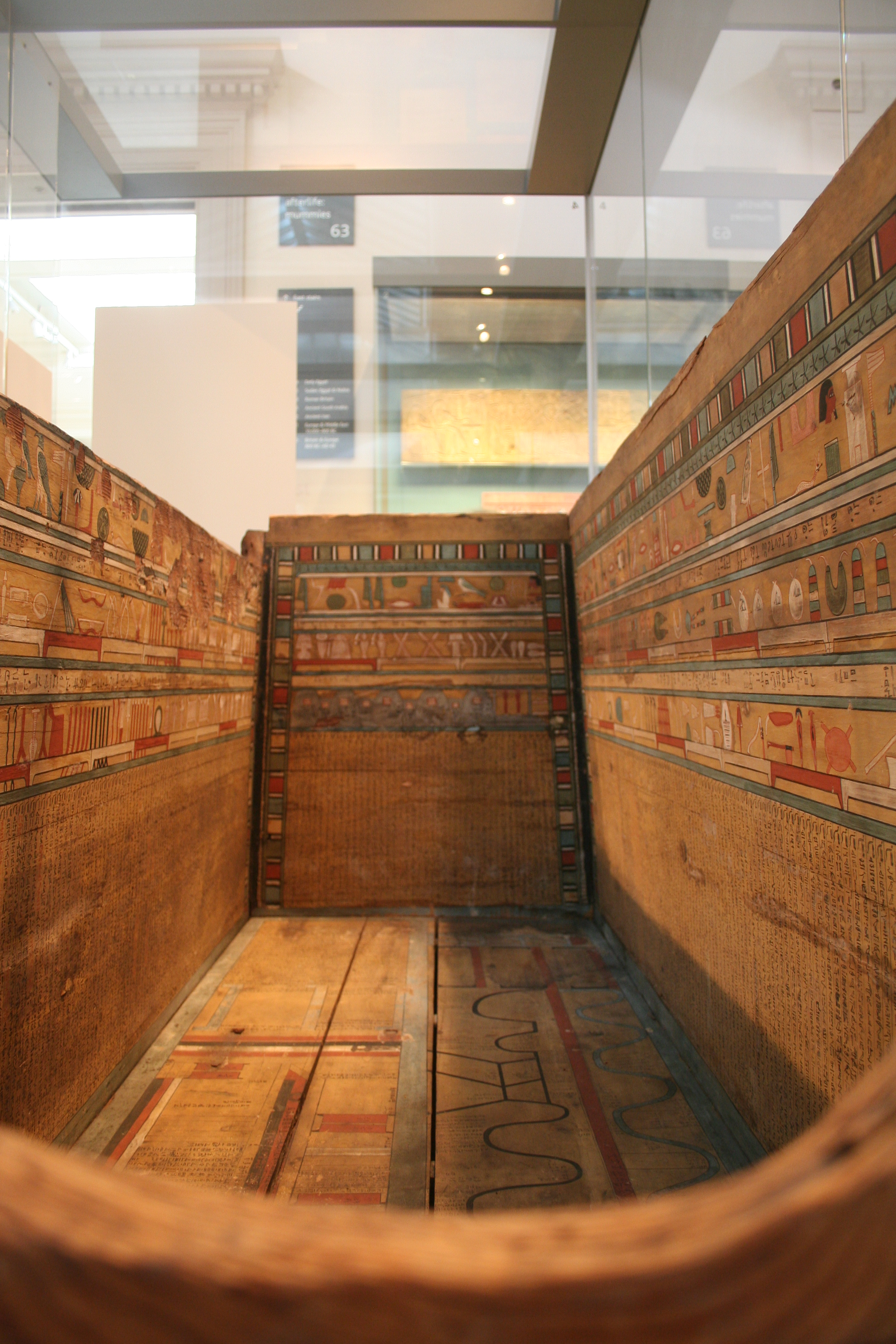
Sarcophage. XIIe dynastie. British Museum
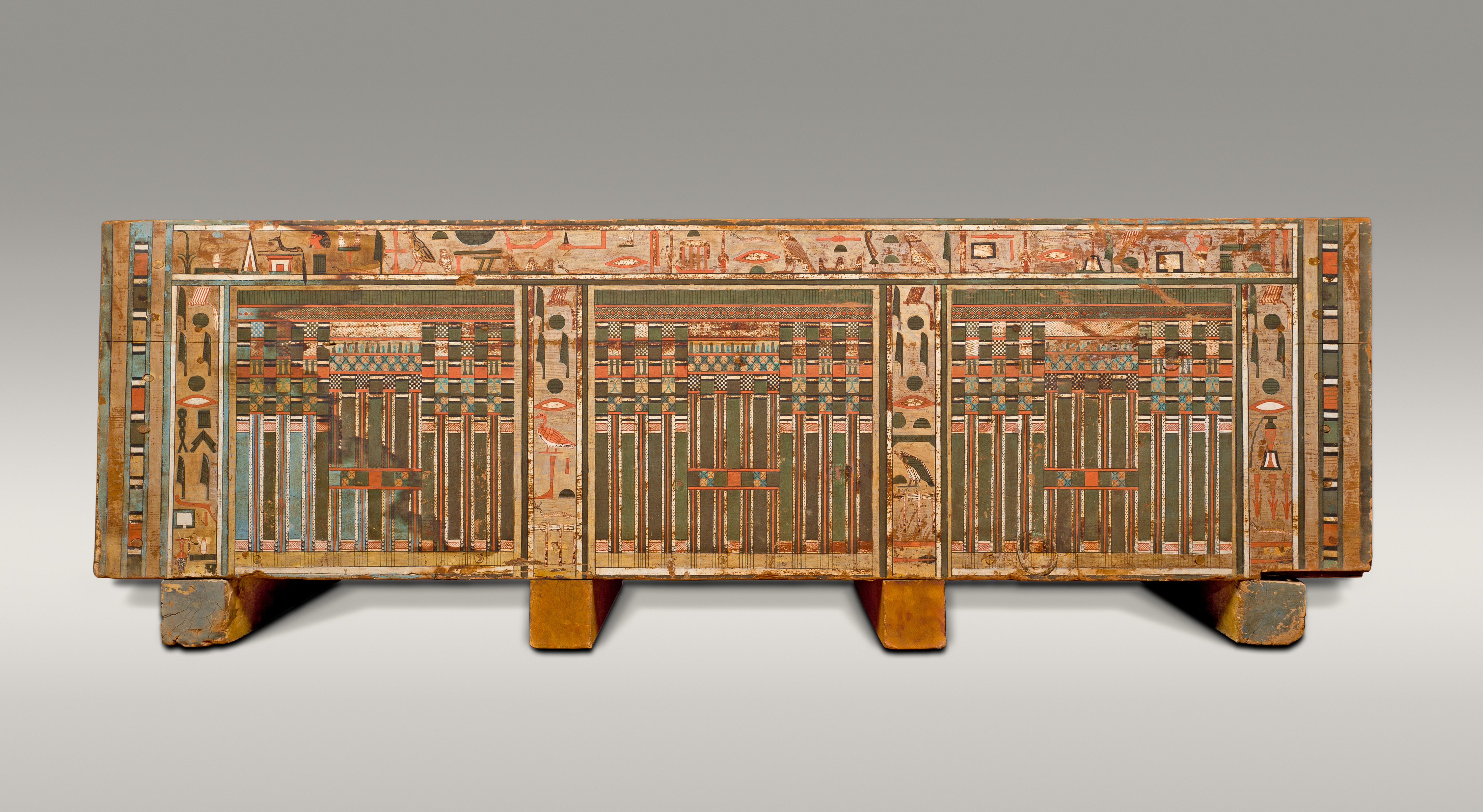
Sarcophage du gestionnaire Khnoumhotep. Bois peint. XIIe dynastie. Notice du Metropolitan Museum of Art
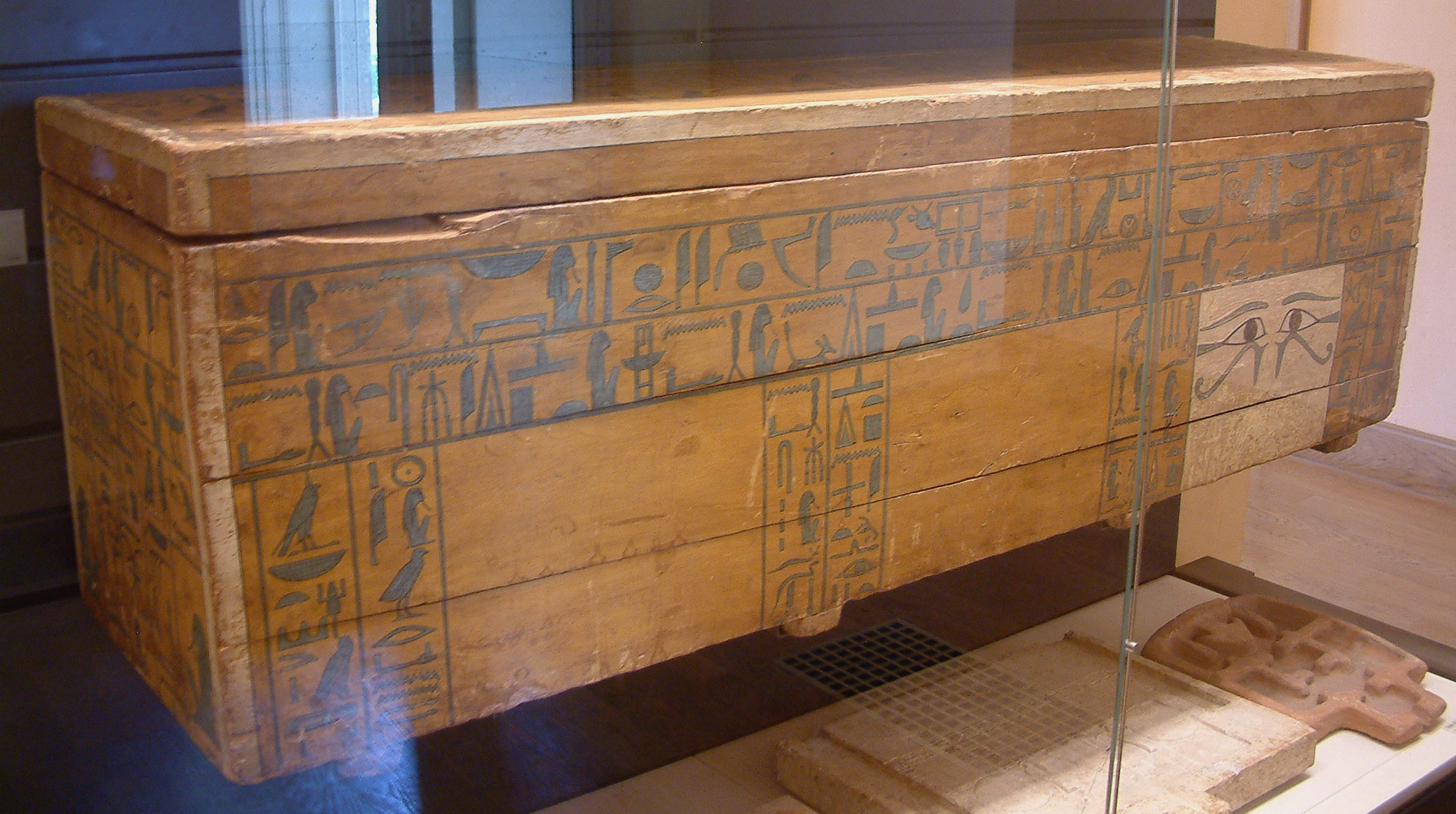
Sarcophage du chancelier Nakhti, prov. Assiout, XIIe dynastie, Notice du musée du Louvre
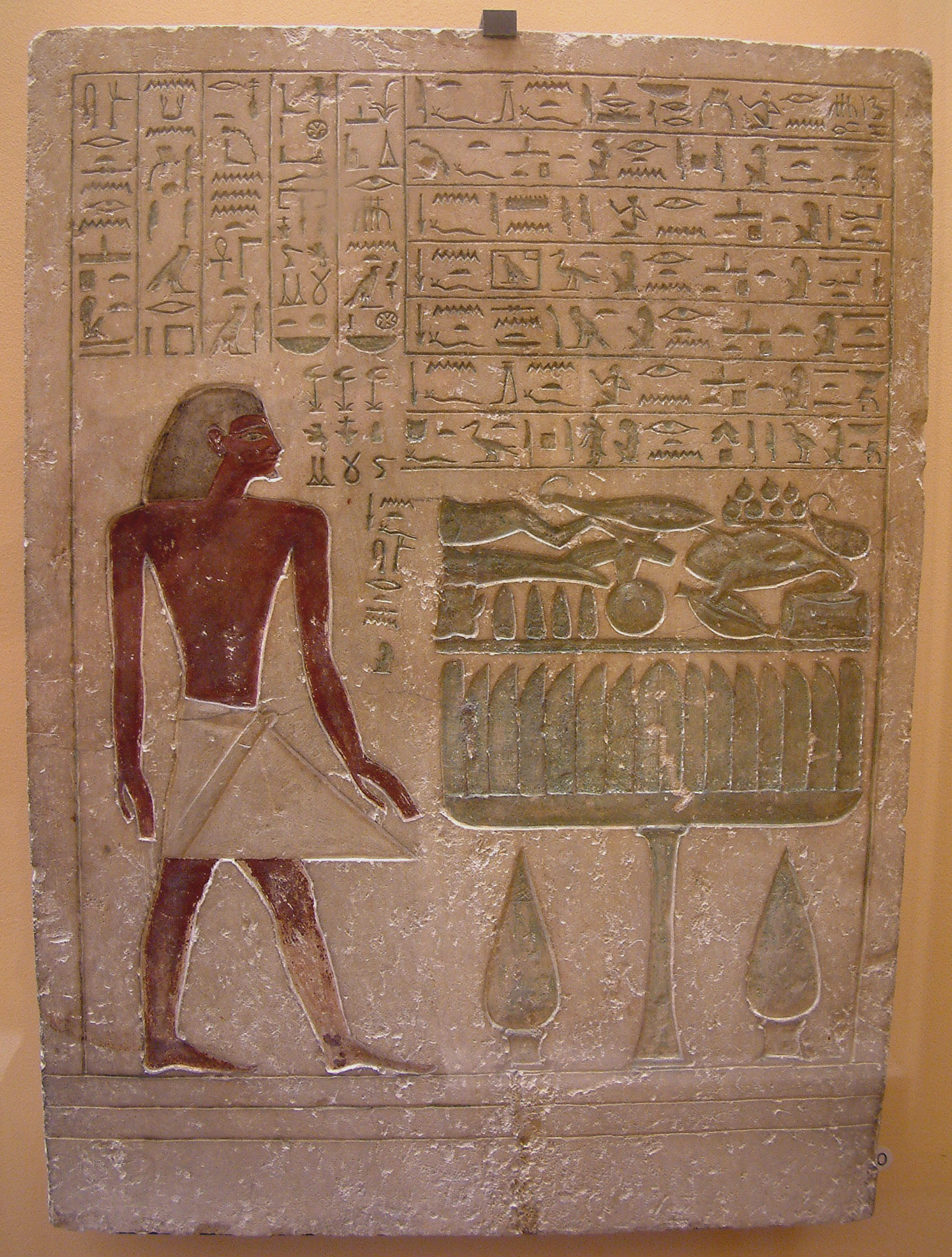
L'intendant devant sa table d'offrandes. Stèle, H 60 cm. XIIe dynastie, Louvre
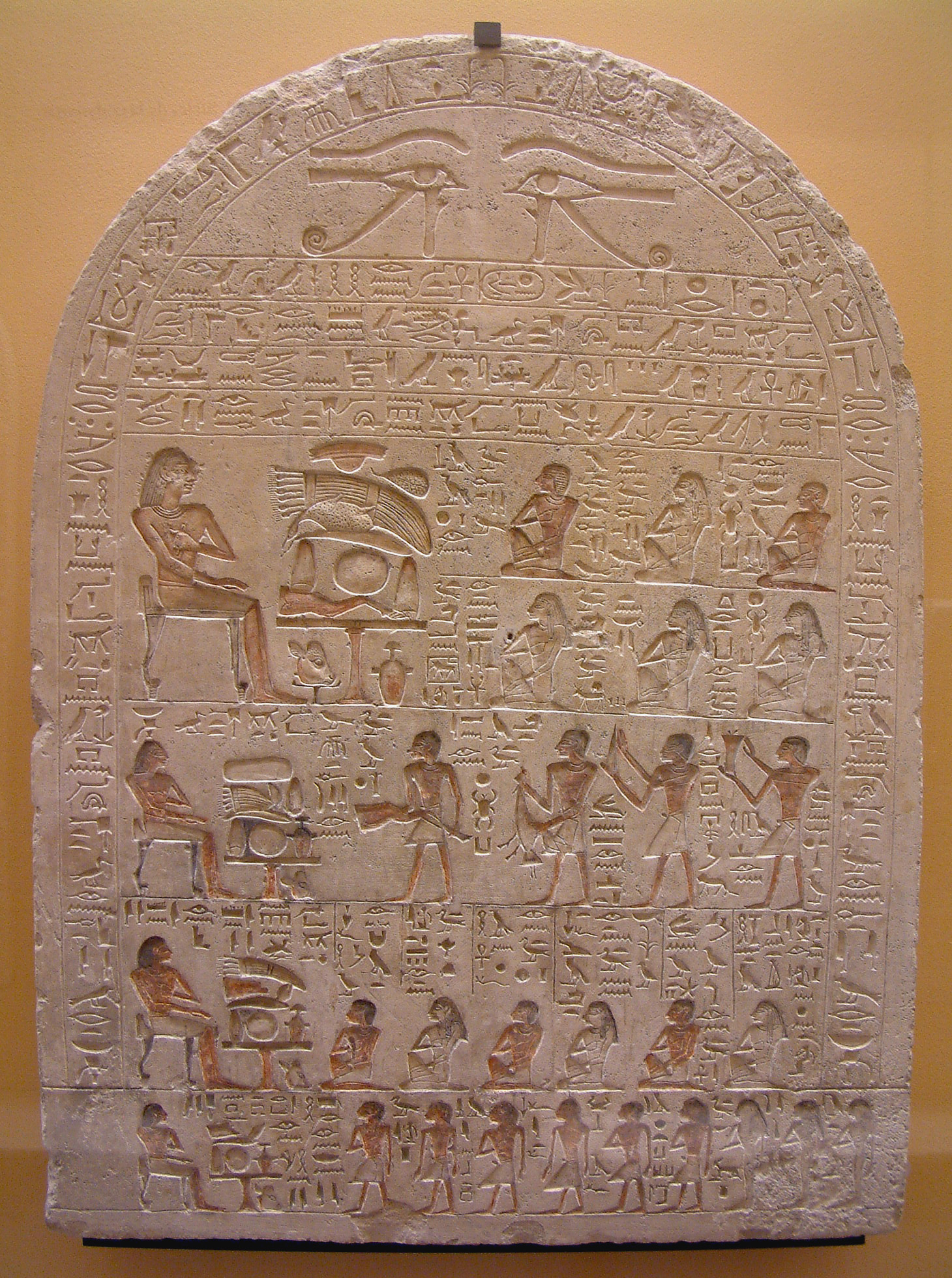
Stèle, calcaire peint. XIIe dynastie, 1843. Louvre
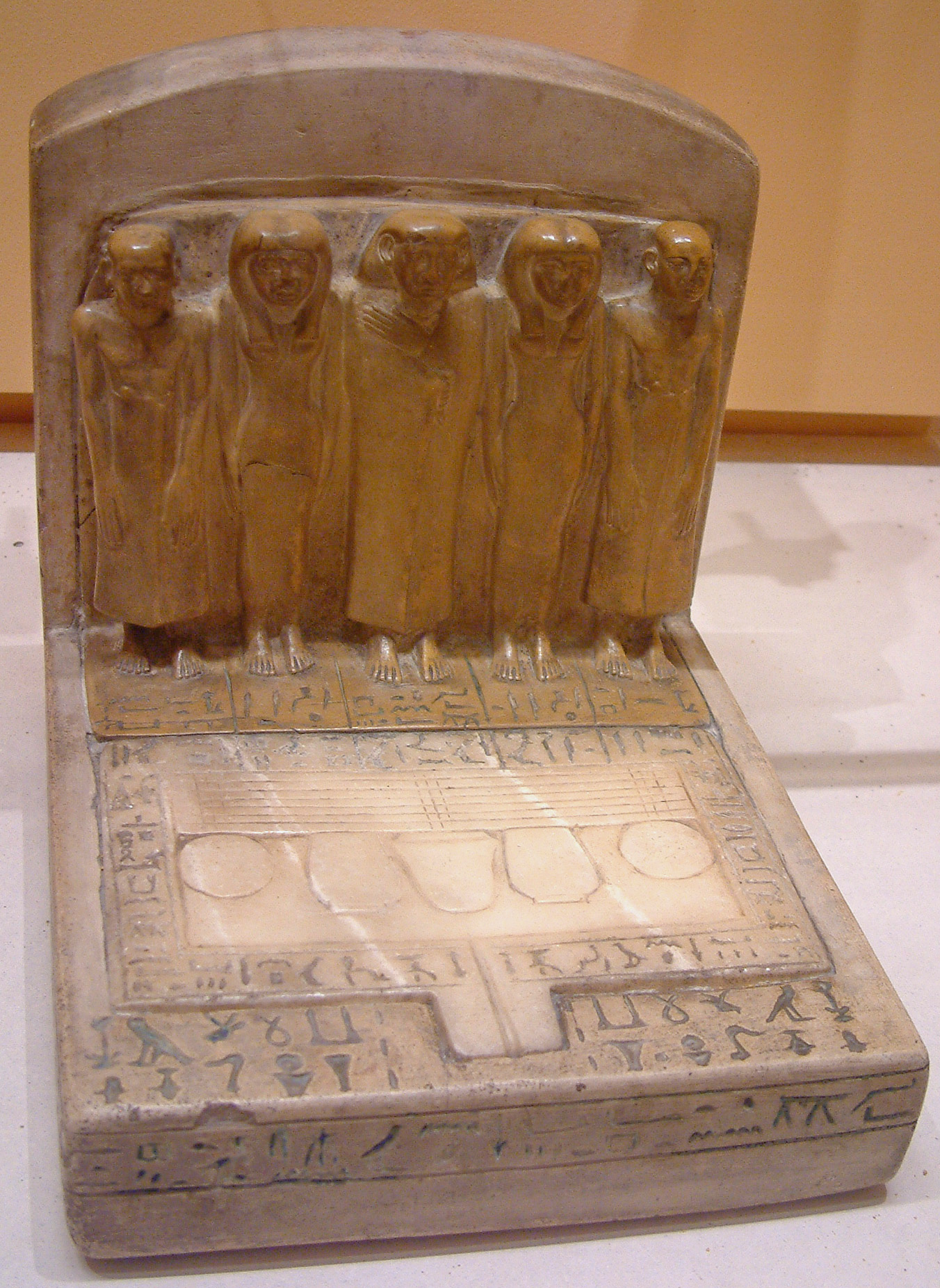
Stèle au défunt et sa famille, table offrande, prov. Abydos, fin XIIe-déb. XIIIe dynastie, Louvre[note 4],
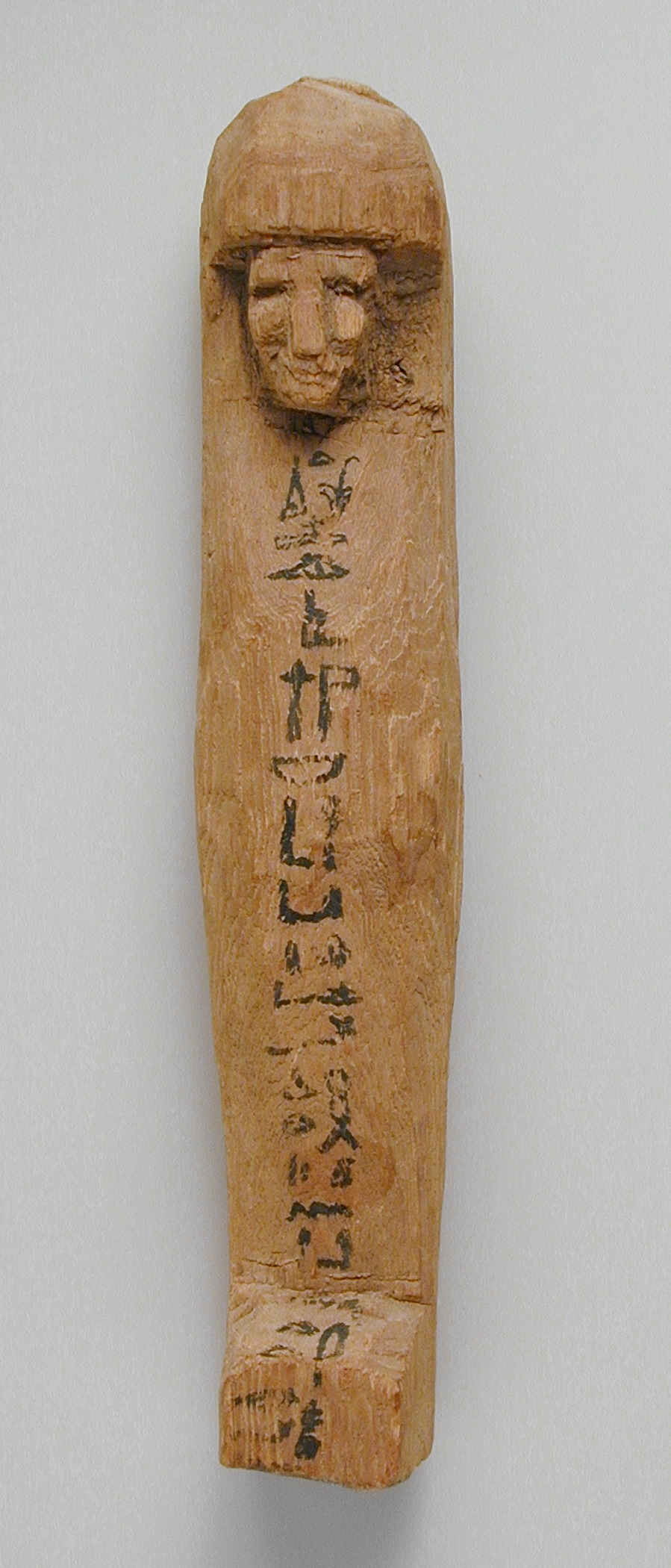
Ouchebti. Moyen Empire ou Deuxième Période intermédiaire. LACMA

### Sarcophages
Au Moyen Empire se développe un type de sarcophage rectangulaire et emboitable, le plus souvent en bois stuqué et peint, mais parfois en pierre. Le sarcophage de l'intendant Sépi (Sopi), conservé au Louvre, comporte à hauteur des yeux du défunt, à l'extérieur, une fausse porte surmontée d'yeux Oudjat, et à l'intérieur, la frise des sarcophages, représentant les objets dont le défunt aura besoin dans l'au-delà, les textes des sarcophages, un recueil magico-religieux, et le texte des deux chemins, une sorte de carte du monde souterrain. Sur celui du chancelier Nakhti, également conservé au Louvre, on aperçoit aussi les yeux Oudjat surmontant la fausse porte, au niveau de la tête.

### Stèles
Les stèles sont tout d'abord de forme rectangulaire, puis cintrées, représentant comme auparavant les défunts, le plus souvent devant leur table d'offrandes. Elles sont à la fois sculptées, en bas relief ou en relief en creux, et peintes.
Le groupe de Senpou, en calcaire mais avec une table d'offrande en albâtre, est une stèle chapelle retrouvée à Abydos. La mode, de ce type d'objet dévotionnel, semble avoir été particulièrement importante à la fin de la XIIe et au début de la XIIIe dynastie. Le défunt, entouré de ses parents est adossé à un fond cintré tandis que devant lui s'étale une table d'offrande avec le signe hetep, qui signifie offrande, des vases et une gouttière pour les libations. Les célébrations réalisées par la famille devant cette stèle chapelle bénéficiaient tant au défunt qu'à sa famille. 

### Modèles

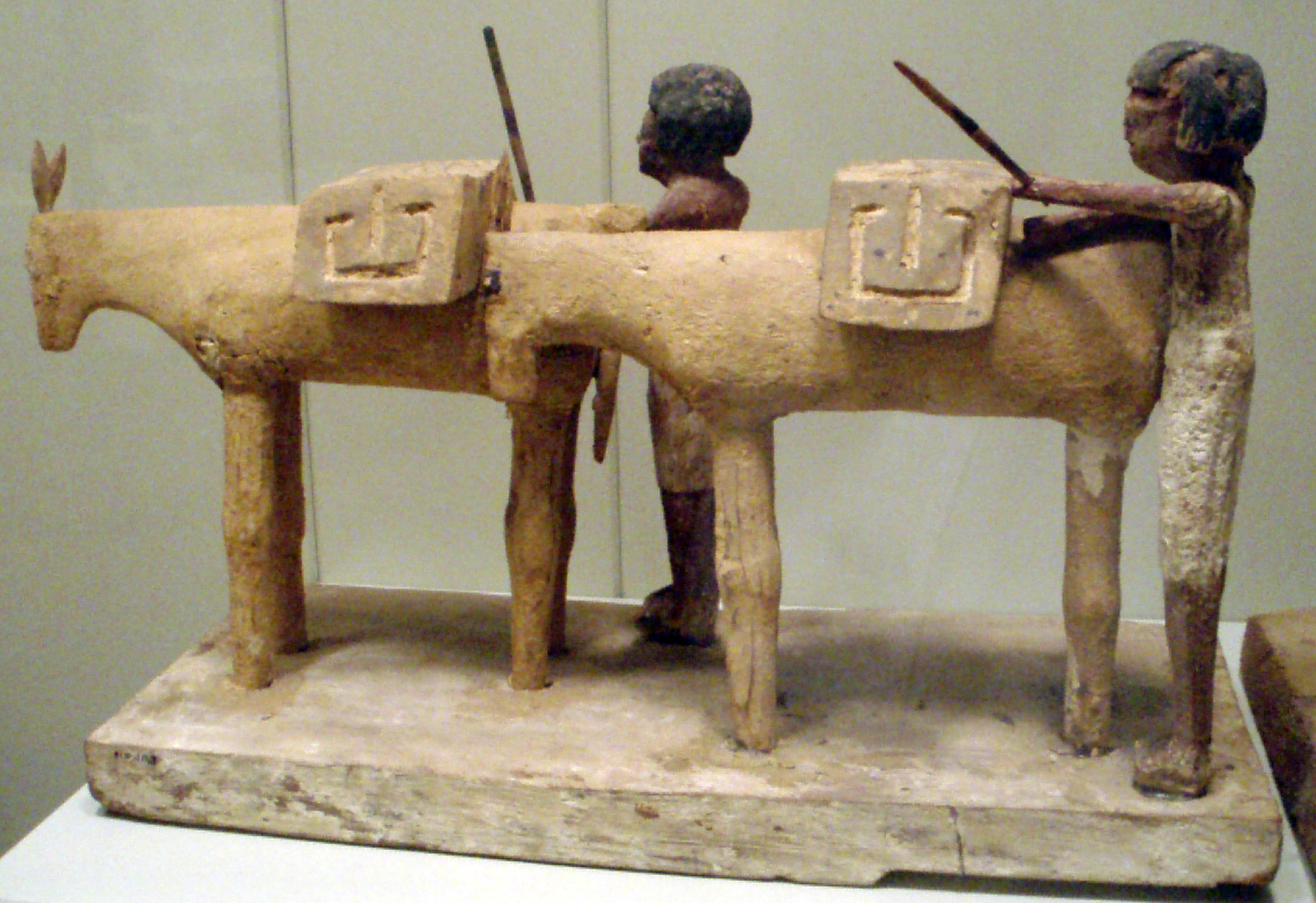
Modèle de paysans conduisant des ânes. Bois stuqués et peint. Début du Moyen Empire, v. 2000. Musée royal de l'Ontario
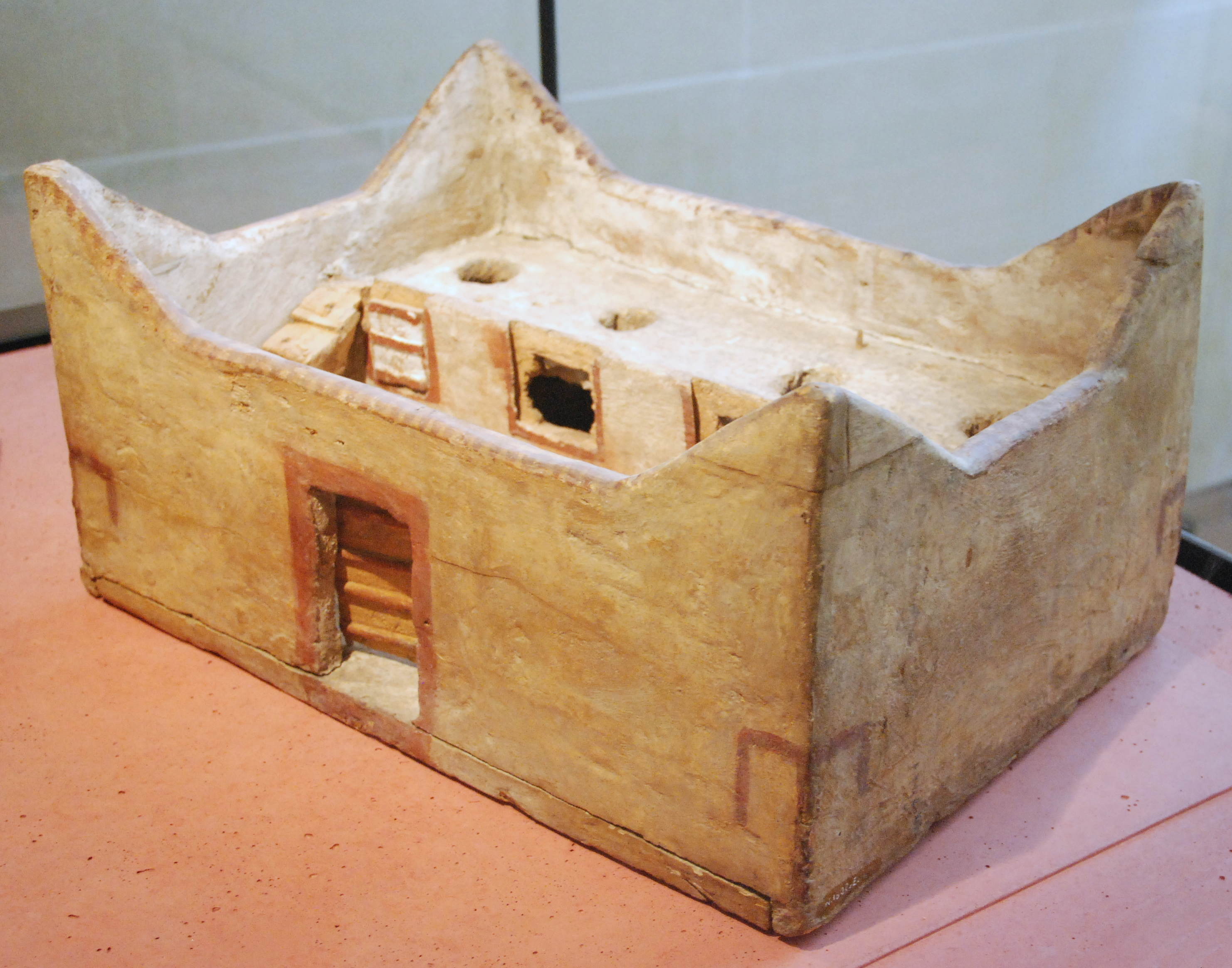
Modèle de grenier. Bois peint. v. 2000-1900. Louvre
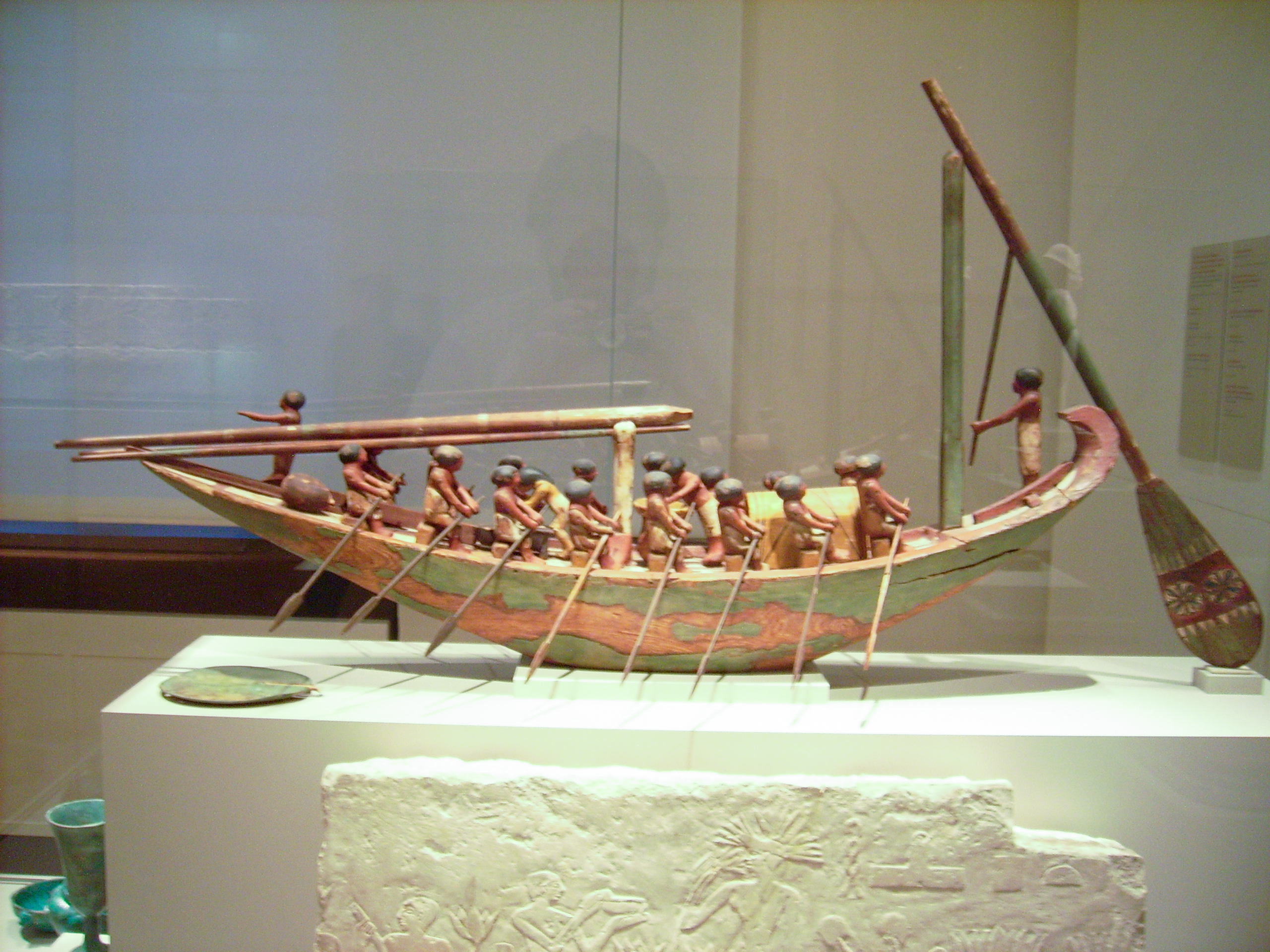
Modèle de bateau funéraire. Bois peint. 20e-19e s. Neues Museum
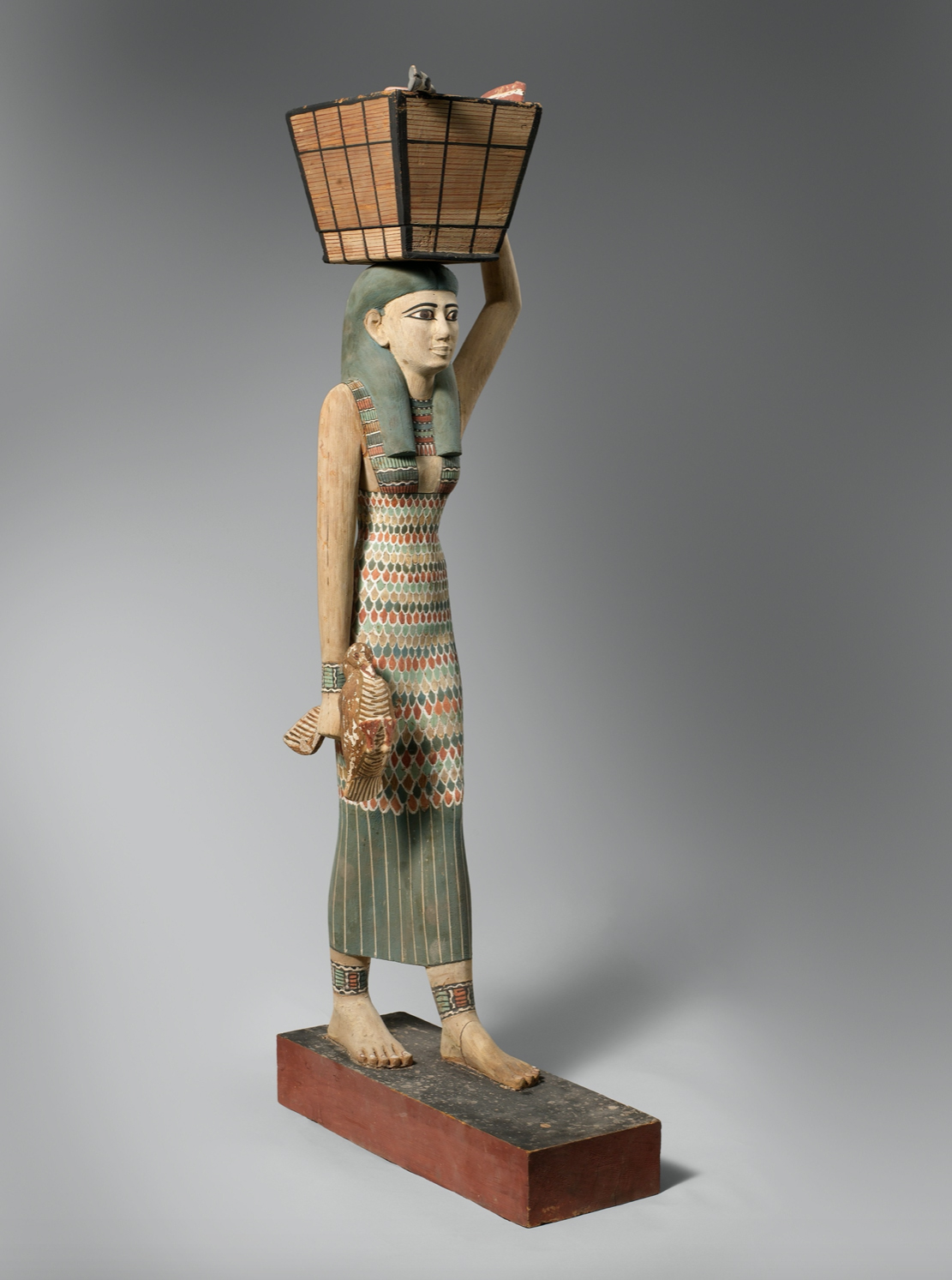
Modèle de porteuse d'offrandes. Bois peint/gesso. Déb. r. Amenemhat Ier, 1981-1975. H. 112 cm. Met
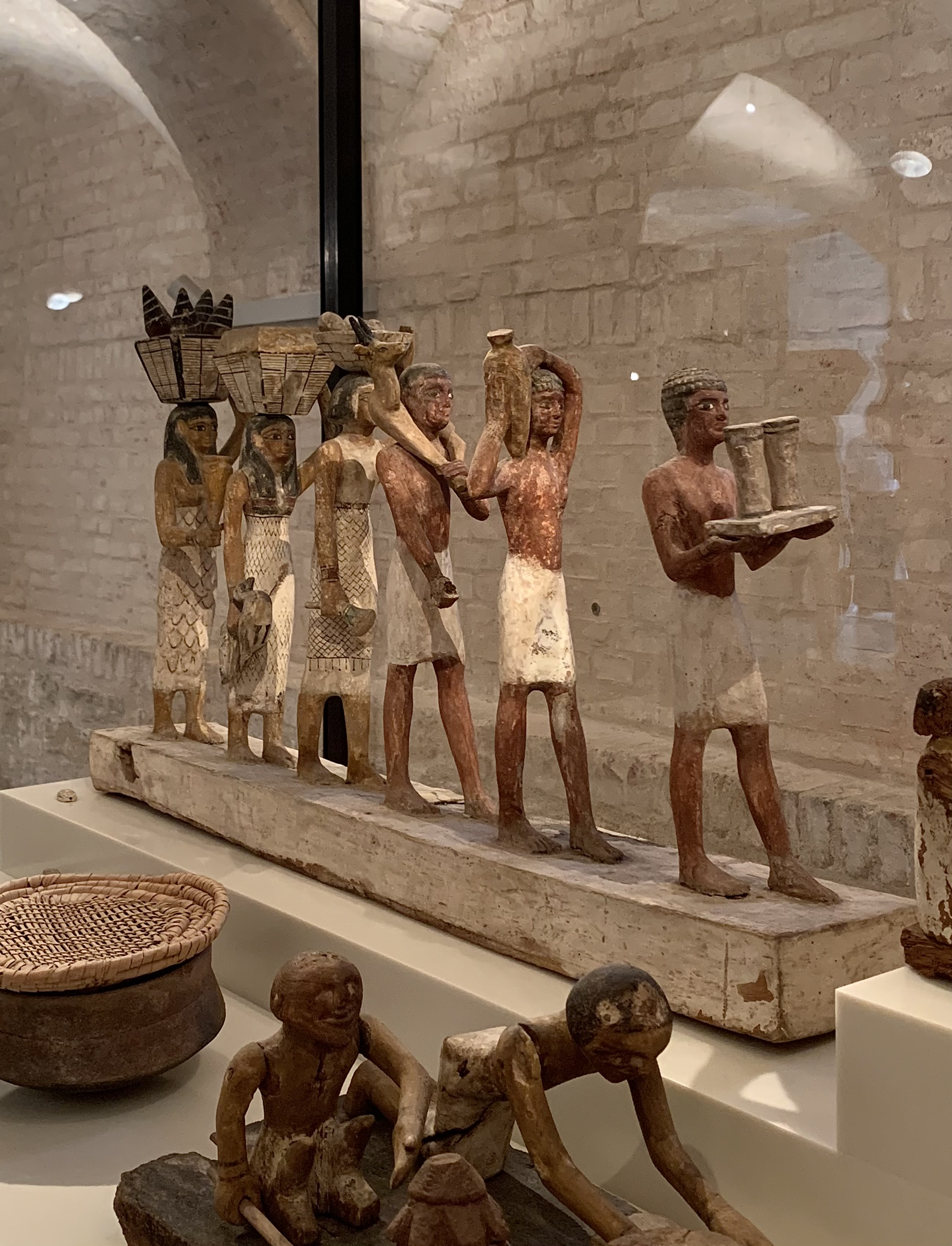
Modèles de porteurs d'offrandes. Bois peint/gesso, v. 1800. Neues Museum
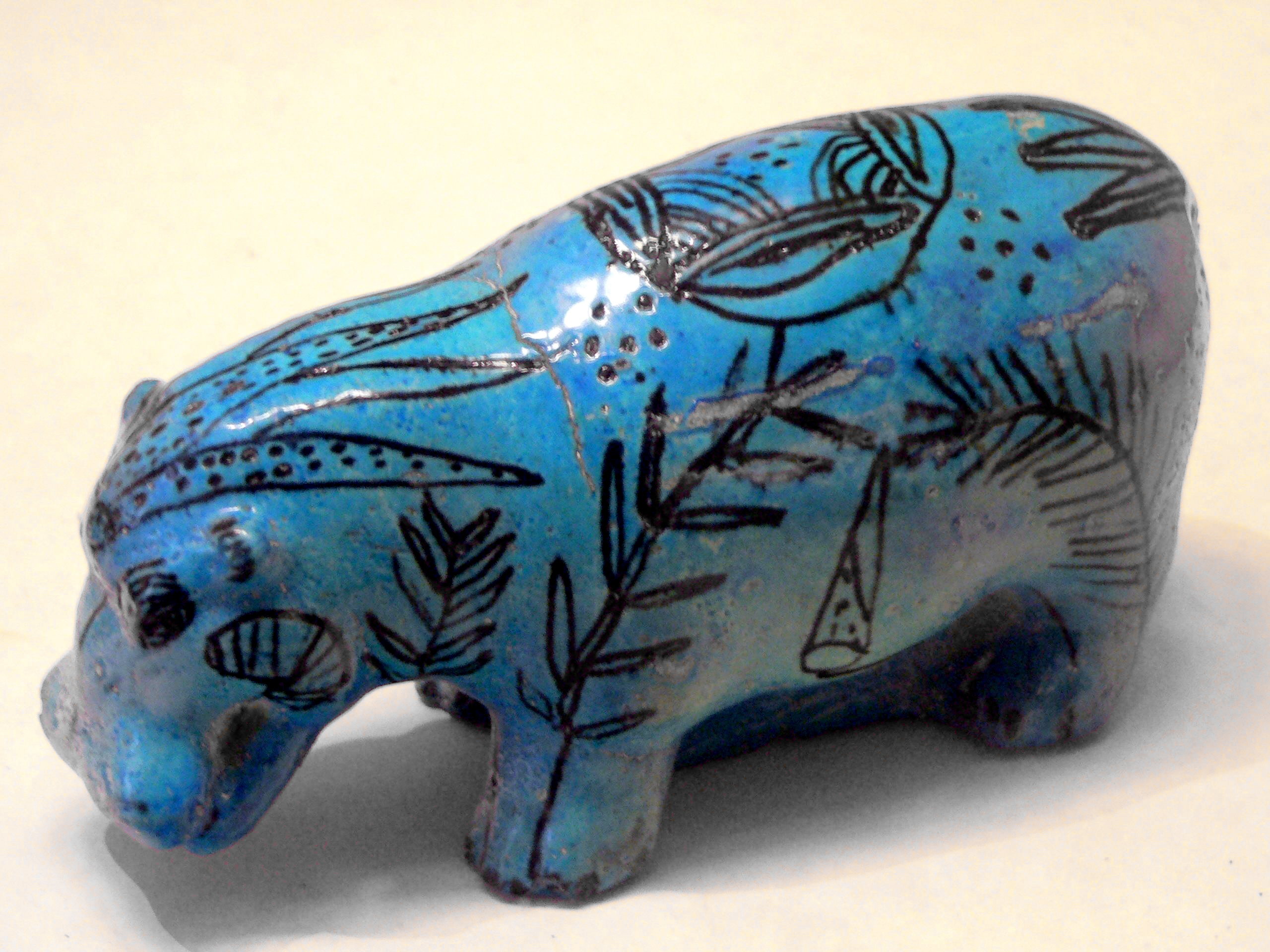
Statuette d'hippopotame couvert de plantes des marais. Milieu XIIe dyn. Faïence égyptienne, L. 20,5 cm. Louvre[13],

Hérités de l'Ancien Empire, les modèles deviennent plus sophistiqués et plus nombreux. Ils sont généralement en bois stuqués et peint, et remplacent parfois les bas-reliefs. Leur taille est souvent également plus importante, comme chez certaines porteuses d'offrandes. D'autres combinent de nombreux personnages, comme les modèles de greniers ou de bateaux.
Les égyptologues nomment ce type d'objet « modèles » apparus sous l'Ancien Empire et qui se multiplient sous le Moyen Empire. Les cohortes de porteuses d'offrande, mais aussi, la reproduction d'une maison, de son grenier, de jardins, de bateaux rappellent tout ce que le défunt a connu de mieux et lui assurent la continuité de cette abondance dans l'autre monde. Les bas-reliefs des mastabas reprennent ce type de motif et de motivation. Néanmoins, d'un sujet à l'autre, d'un défunt à l'autre en fonction de sa richesse, le soin apporté au travail du sculpteur et du peintre, les codes de représentation du corps aussi varient énormément.

### Faïence égyptienne
L'utilisation de ce matériau siliceux de couleur bleu turquoise sur un noyau plus ou moins friable (stéatite, silex, quartz), et typique de l'Égypte antique, se développe notamment au Moyen Empire. On la rencontre alors sous deux formes : les hippopotames et les « concubines ». Les hippopotames, associés aux eaux du Nil et au marécage primordial, sont, par extension associés à la renaissance, au-delà de la mort.
Animal du fleuve, l'hippopotame représentait un grand danger pour les pêcheurs et les chasseurs, dont il risquait de faire chavirer les embarcations : pour cette raison, il était associé au mal. On peignait donc sur les statuettes de faïence des plantes des marais pour qu'il reste dans son élément.
Les concubines, quant à elles, sont des statuettes féminines, souvent couvertes de points et de traits noirs qui pourraient symboliser des vêtements, des bijoux ou des tatouages. En général, elles ne possèdent pas de jambes mais ont des caractères sexuels bien marqués. Leur symbolique et leur utilisation restent cependant assez mystérieuses.

## Sculpture

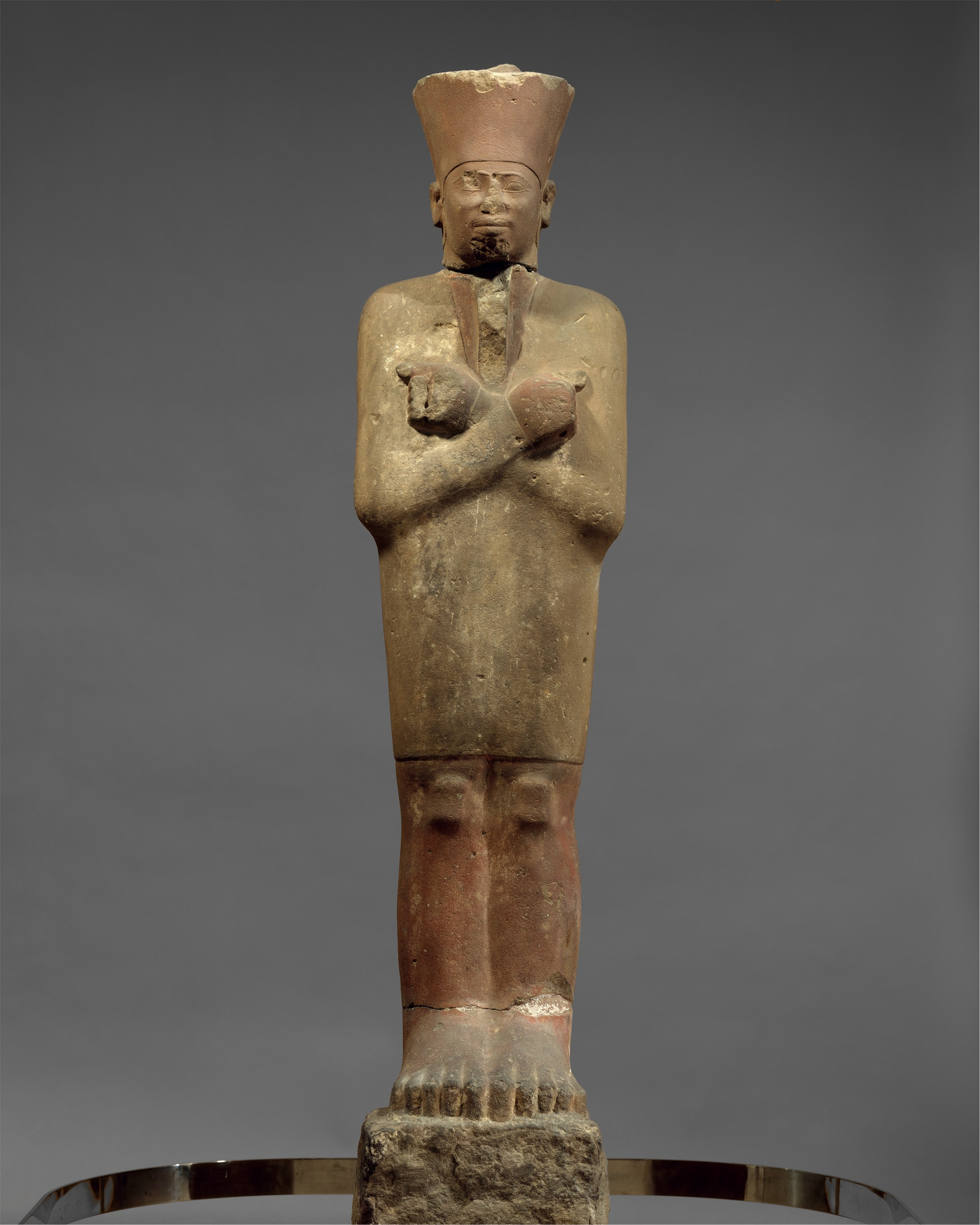
Montouhotep II en tenue de jubilé, la Fête-Sed. Grès peint. H. 2.53 m. Met

Une grande partie de la fascination pour le Moyen Empire réside dans le changement radical qui s'est produit entre le milieu et la fin de la XIIe dynastie, sous les règnes de Sésostris II, Sésostris III et Amenemhat III. Malheureusement, aucun texte ne vient expliquer ces transformations, qui se manifestent dans ce qui reste de l'architecture, les tombes et leurs objets funéraires, les décors en bas-reliefs, la littérature et, de manière plus vivante, les visages sculptés des rois et de leurs courtisans. Ces changements devraient refléter de profondes modifications dans les croyances et les pratiques religieuses, mais aussi du rôle du roi en tant que chef politique et spirituel et des relations entre le roi et son peuple.
Avec Sésostris Ier, la restauration des vieux sanctuaires s'accompagna de l'érection de nouveaux temples. Les bas-reliefs qui en ont subsisté sont touchés d'une volonté de perfection dans le tracé des silhouettes et la très haute qualité des signes hiéroglyphiques. La conception en était, assurément, confiée à des imagiers exceptionnels, choisis parmi les meilleurs « scribes de formes » au service du pouvoir. Le pilier de Sésostris Ier (Musée du Caire) ou le bas-relief aux noms d'Amenemhat Ier et Sésostris Ier (Metropolitan Museum of Art) en sont des exemples parfaitement accomplis.
Dans le domaine privé, des changements ont lieu dans les perruques, les vêtements et les attitudes : on note en particulier l'apparition de la statue cube. Cette formule est d'une extrême sobriété, voire d'une certaine austérité. Et c'est ainsi qu'elle sera vue lors de la XXVe dynastie où le retour aux anciennes formules esthétiques accompagne l'abandon de formes héritées des Ramessides, poursuivies avec un certain luxe d'orfèvrerie pendant la période libyenne, aux XXIIe et XXIIIe dynasties. Curieusement cette Statue cube, si frappante, par son aspect « minimal » sera associée à des formules empruntées à l'Ancien Empire, comme le groupe familial assis, la perruque simple et évasée, le pagne plissé à l'ancienne mode, pour les hommes.
Le bois est également de plus en plus utilisé. La statuette de la femme aux pouces cassés est représentative du premier style, avec sa raideur, ses yeux grand ouverts et ses longs doigts. Il faut imaginer qu'elle ne se présentait pas ainsi, nue, mais était parée de vêtements. Ce premier style se distingue par des membres supérieurs courts et des yeux accentués ; les attitudes sont plutôt raides, encore attachées aux codes de la Haute Égypte de l'Ancien Empire.

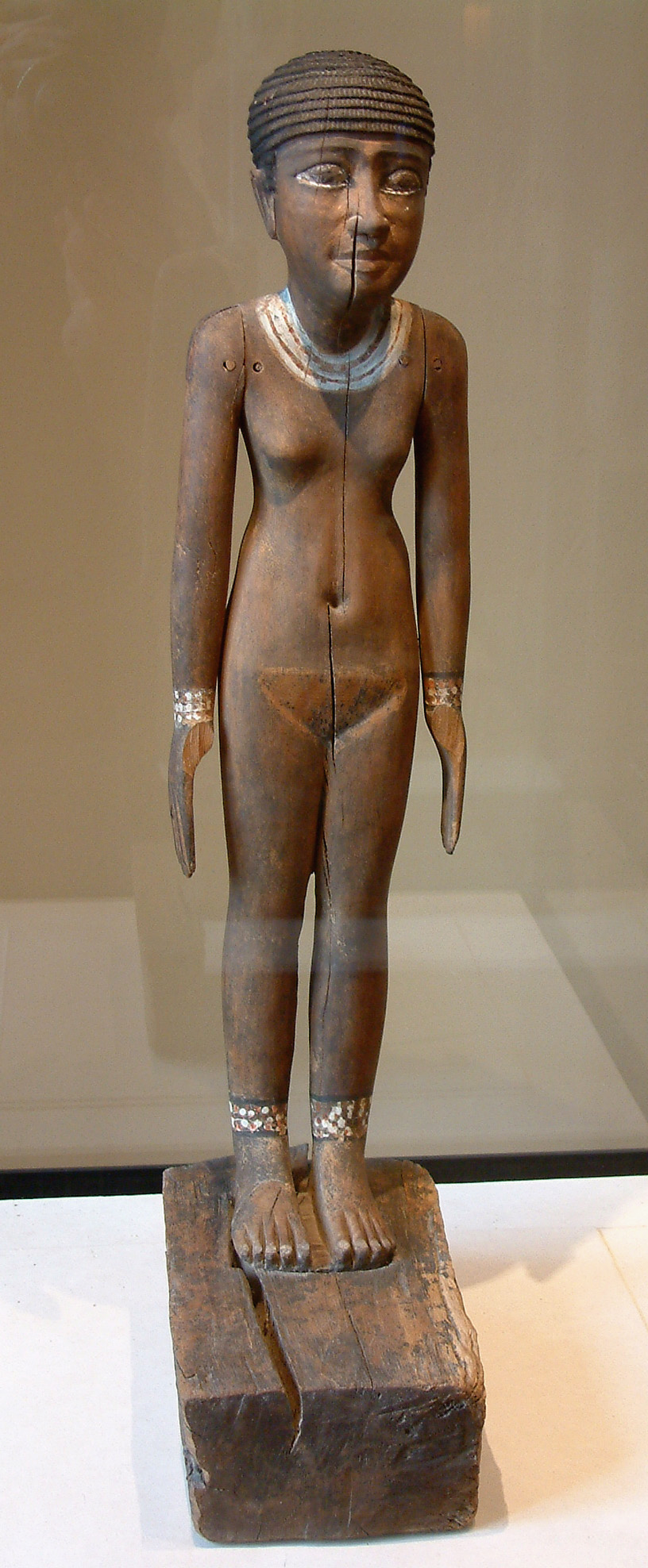
Femme/pouces cassés, Assiout, acacia peint, H 80cm. Fin 11e dyn. Louvre
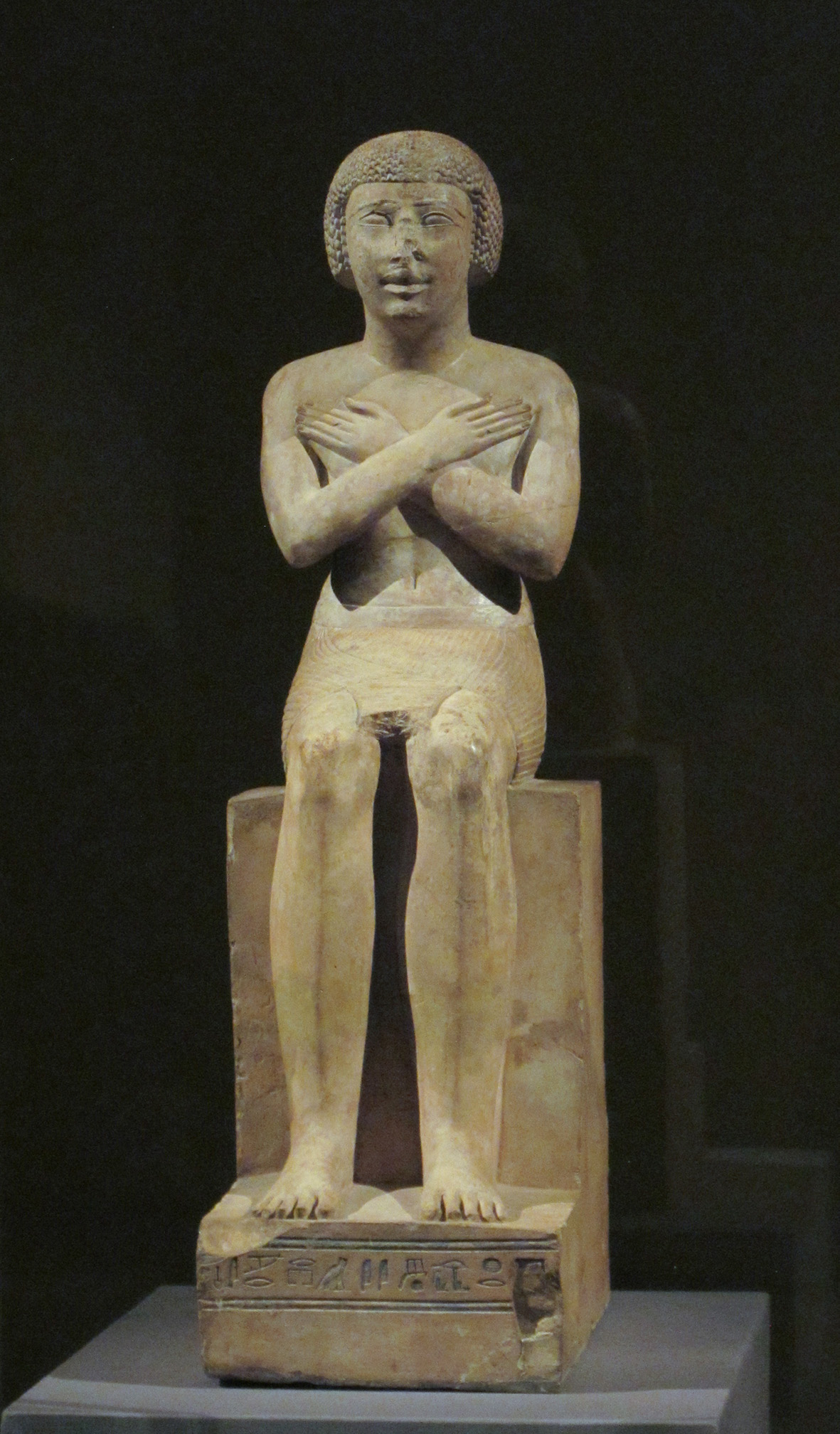
Statue de l'intendant Meri assis. Règne de Montouhotep II. British Museum
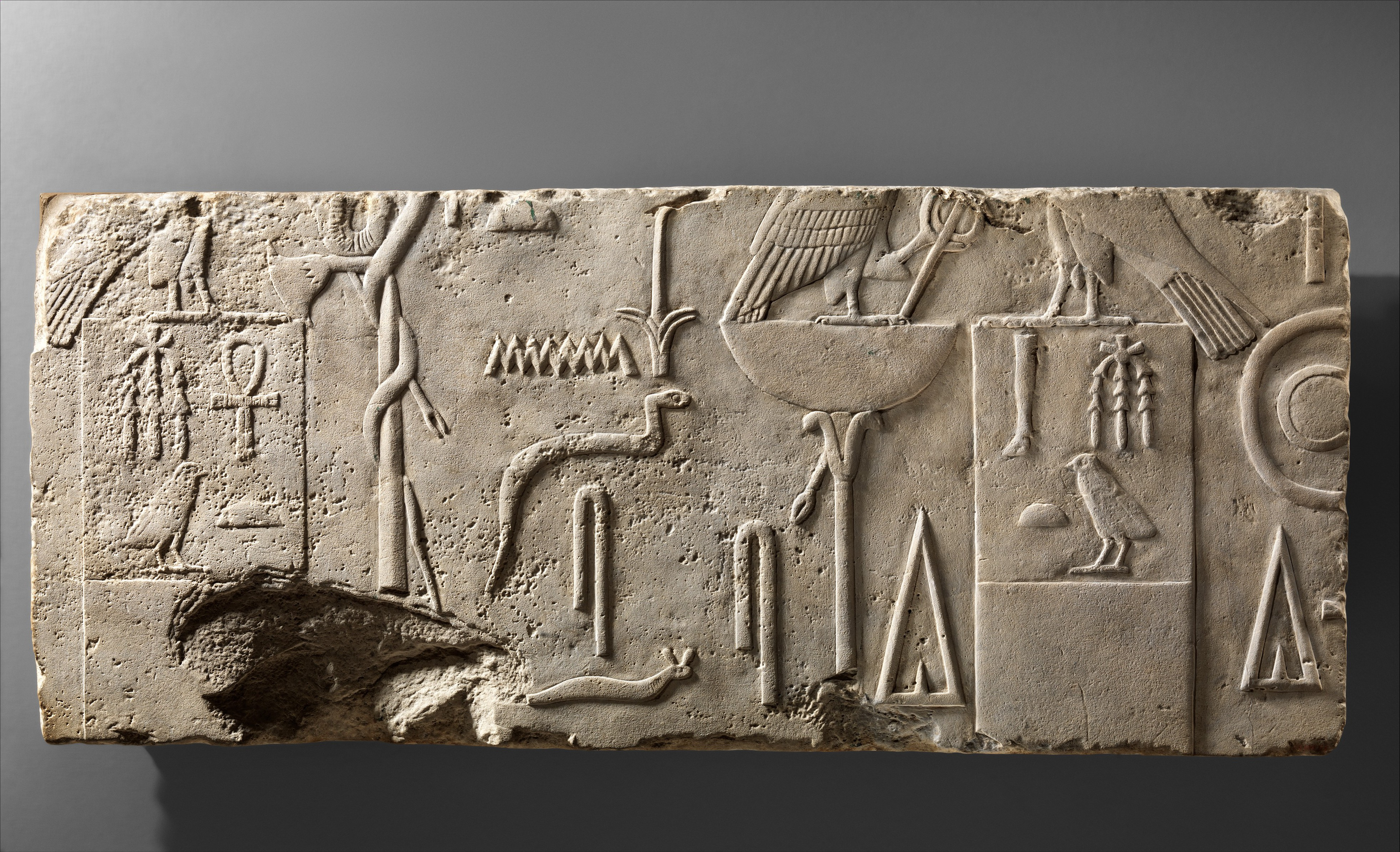
Bas-relief aux noms d'Amenemhat Ier et Sésostris Ier. Met
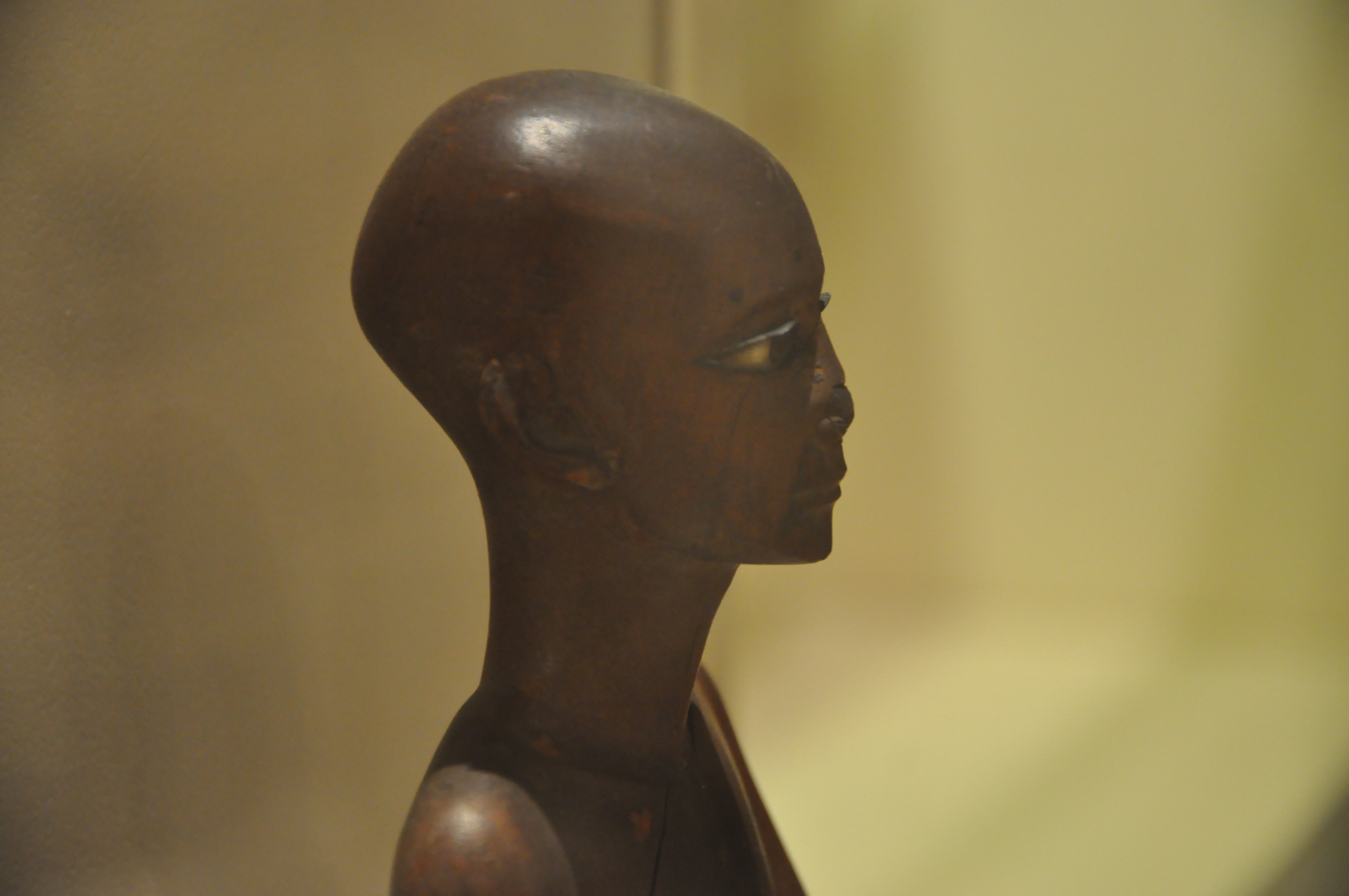
Administrateur. Statuette. Bois peint, v.1800. Musée royal de l'Ontario
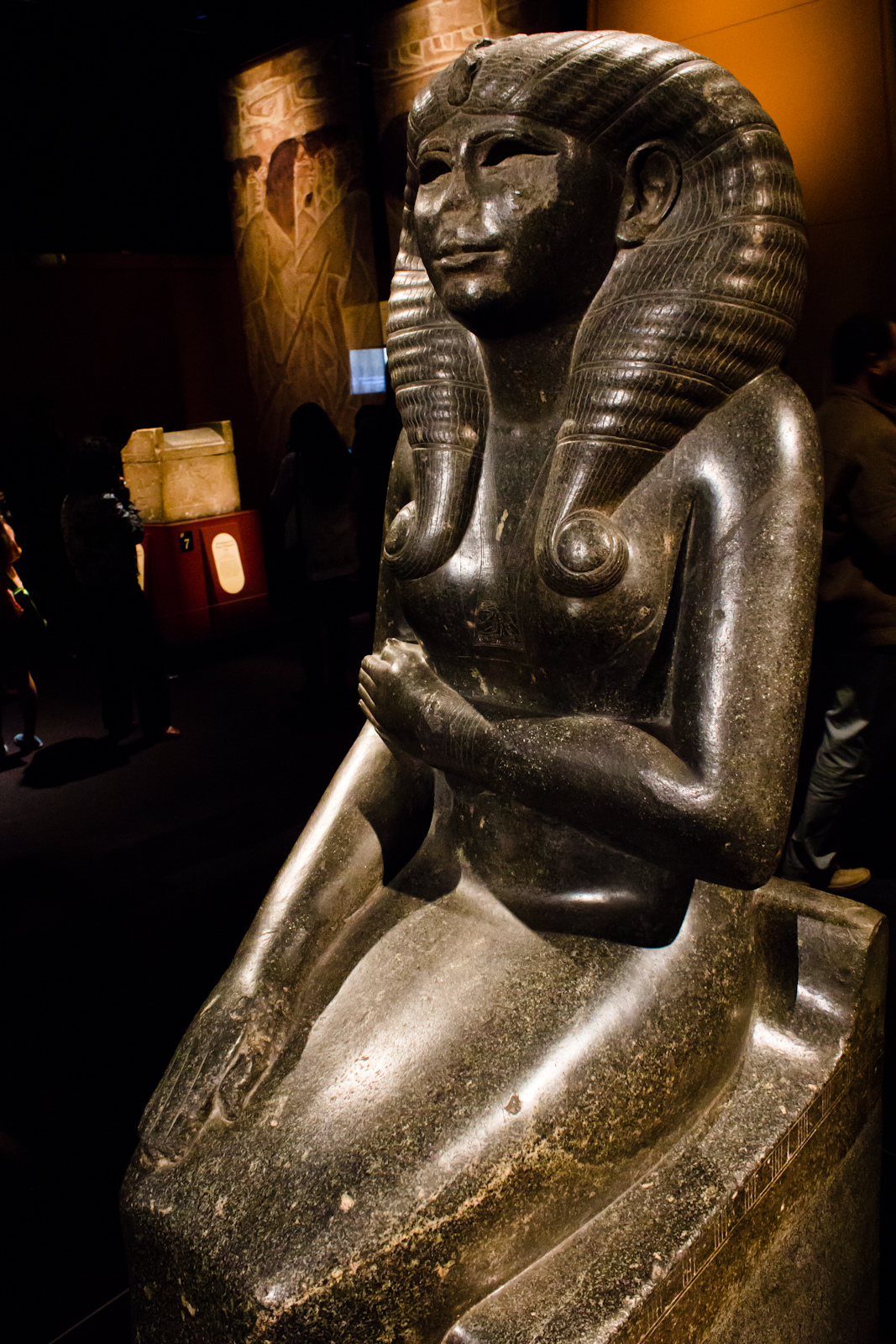
Reine Nofret II assise, ép. de Sésostris II. Trouvée à Tanis. Granodiorite, H. 1,65 m. Musée du Caire

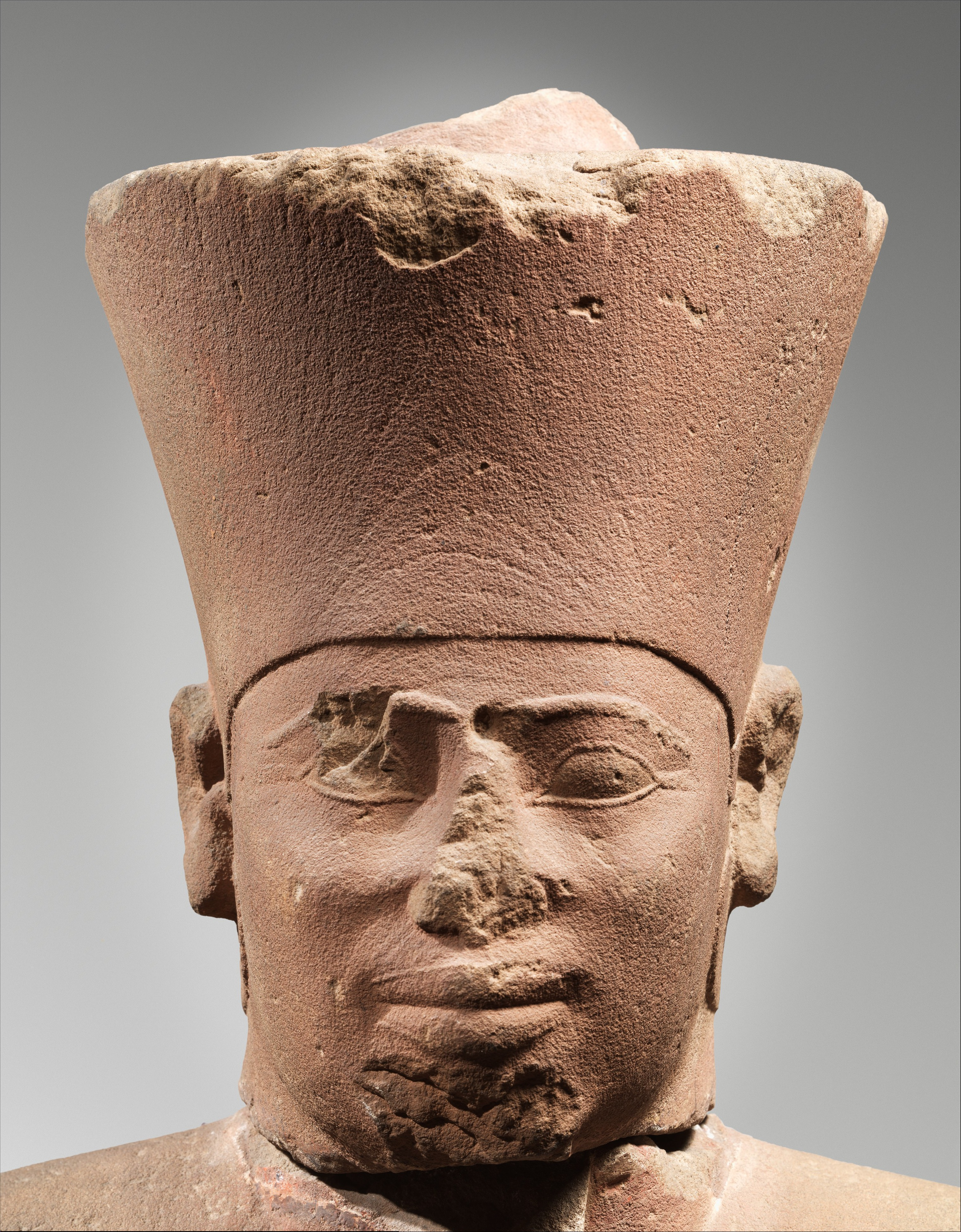
Statue monumentale de Montouhotep II portant la couronne de Basse-Égypte. Détail. Grès peint, (H. 2,53 m ensemble). Met
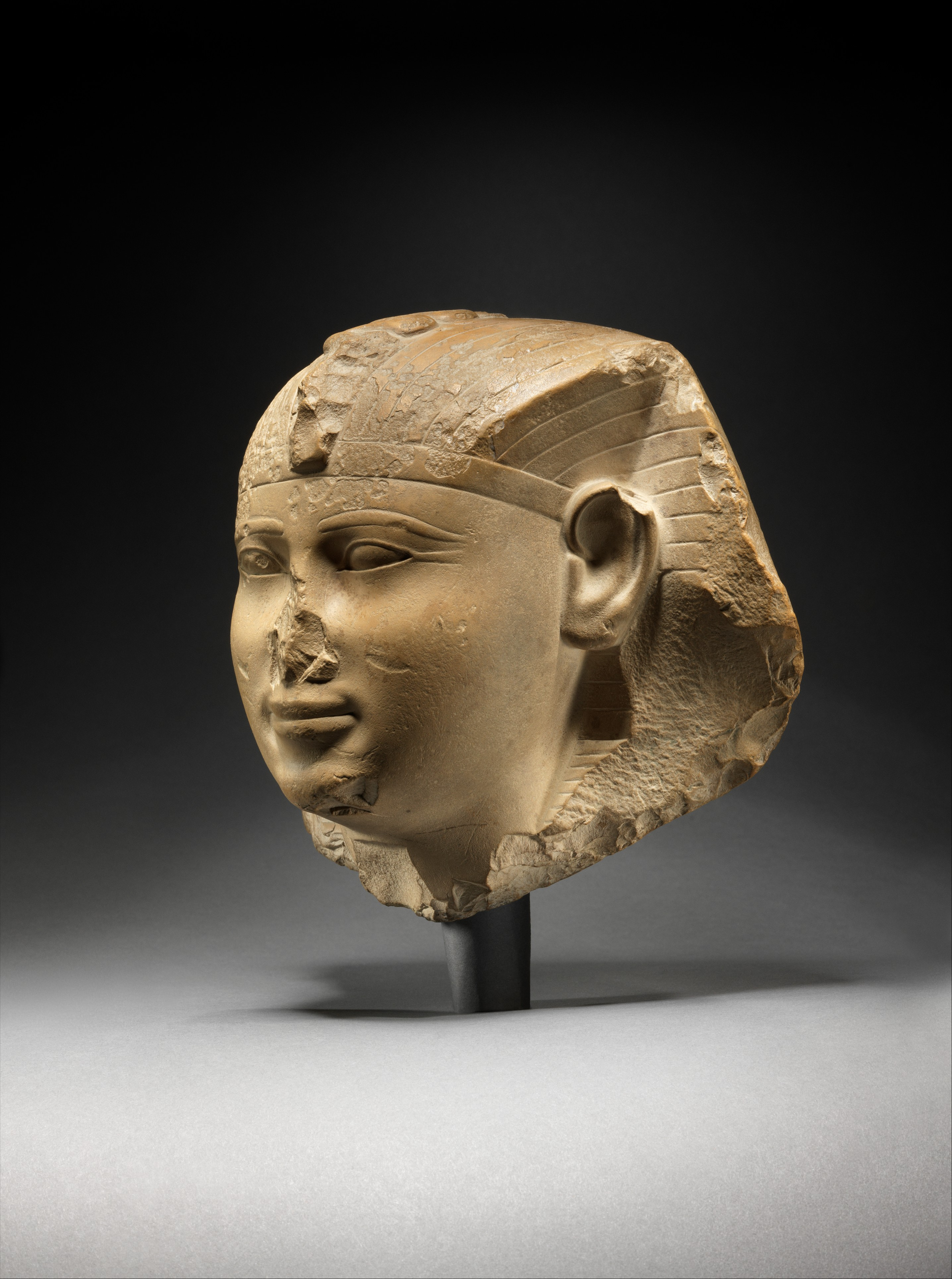
Statue probable de Montouhotep III XIe dynastie. Calcaire Met
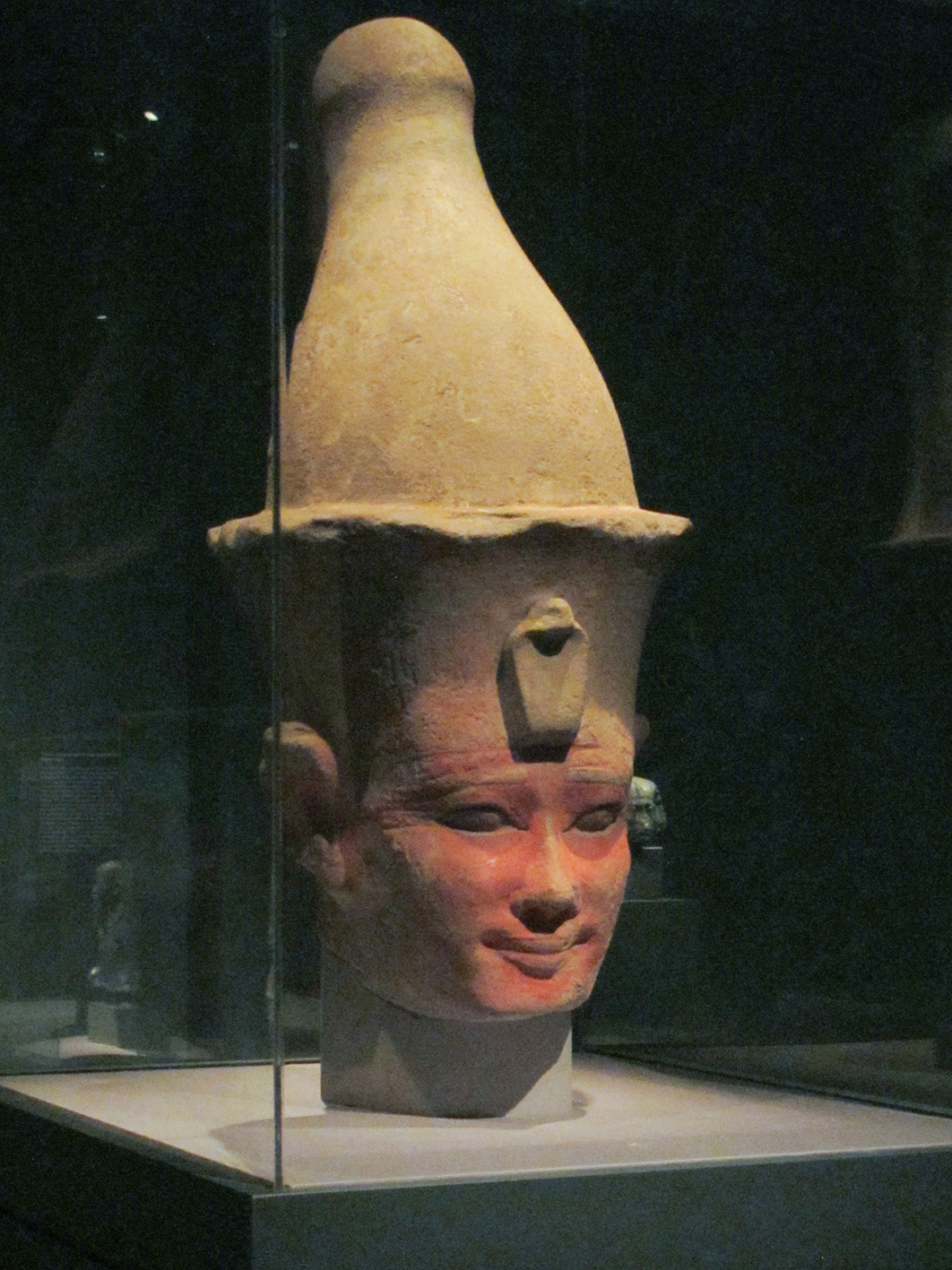
Statue monumentale de Sésostris Ier. XIIe dynastie Calcaire peint. Détail Medelhavsmuseet (en), Stockholm
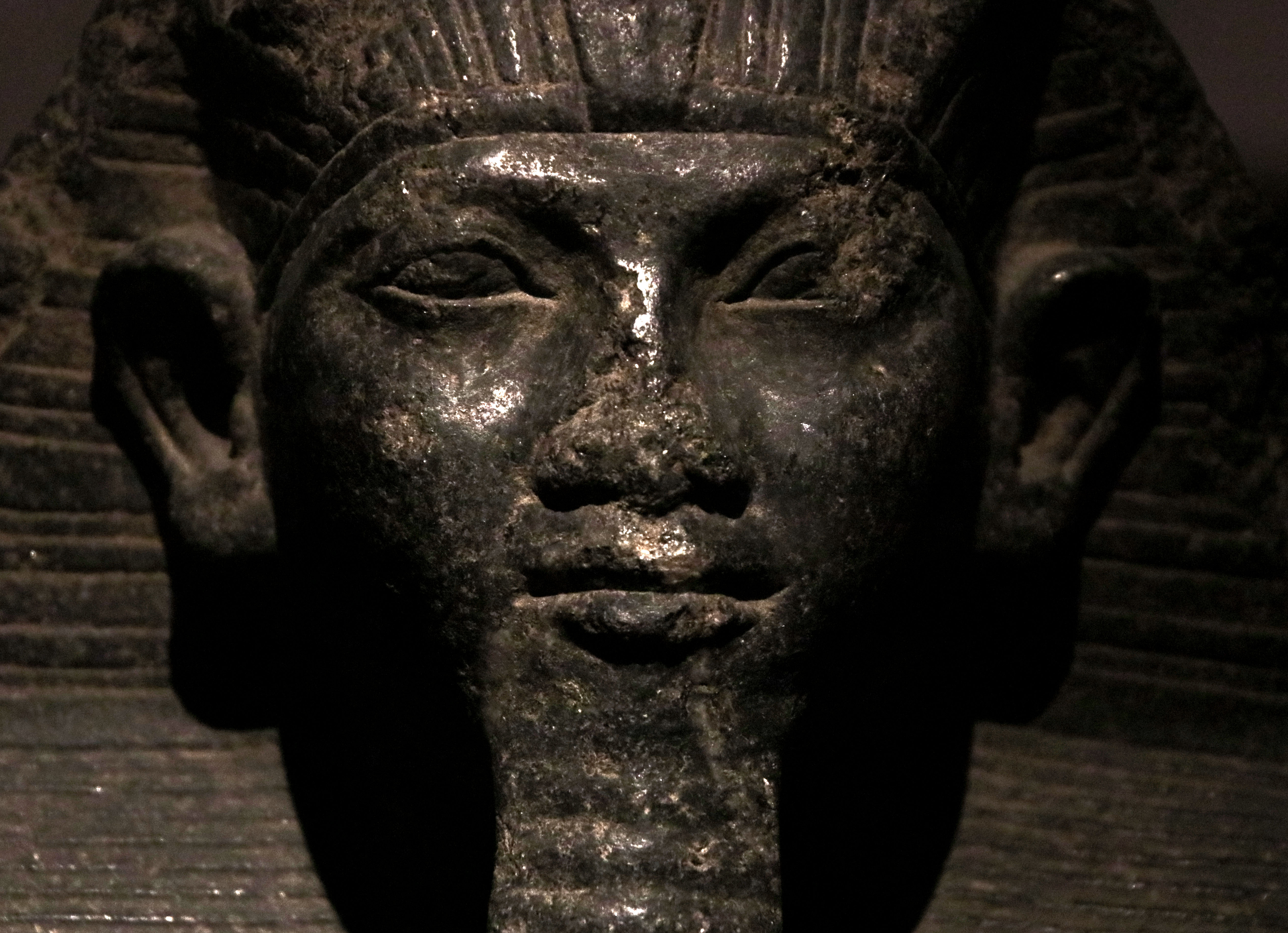
Statue de Sésostris II, XIIe dynastie. Détail Ny Carlsberg Glyptotek
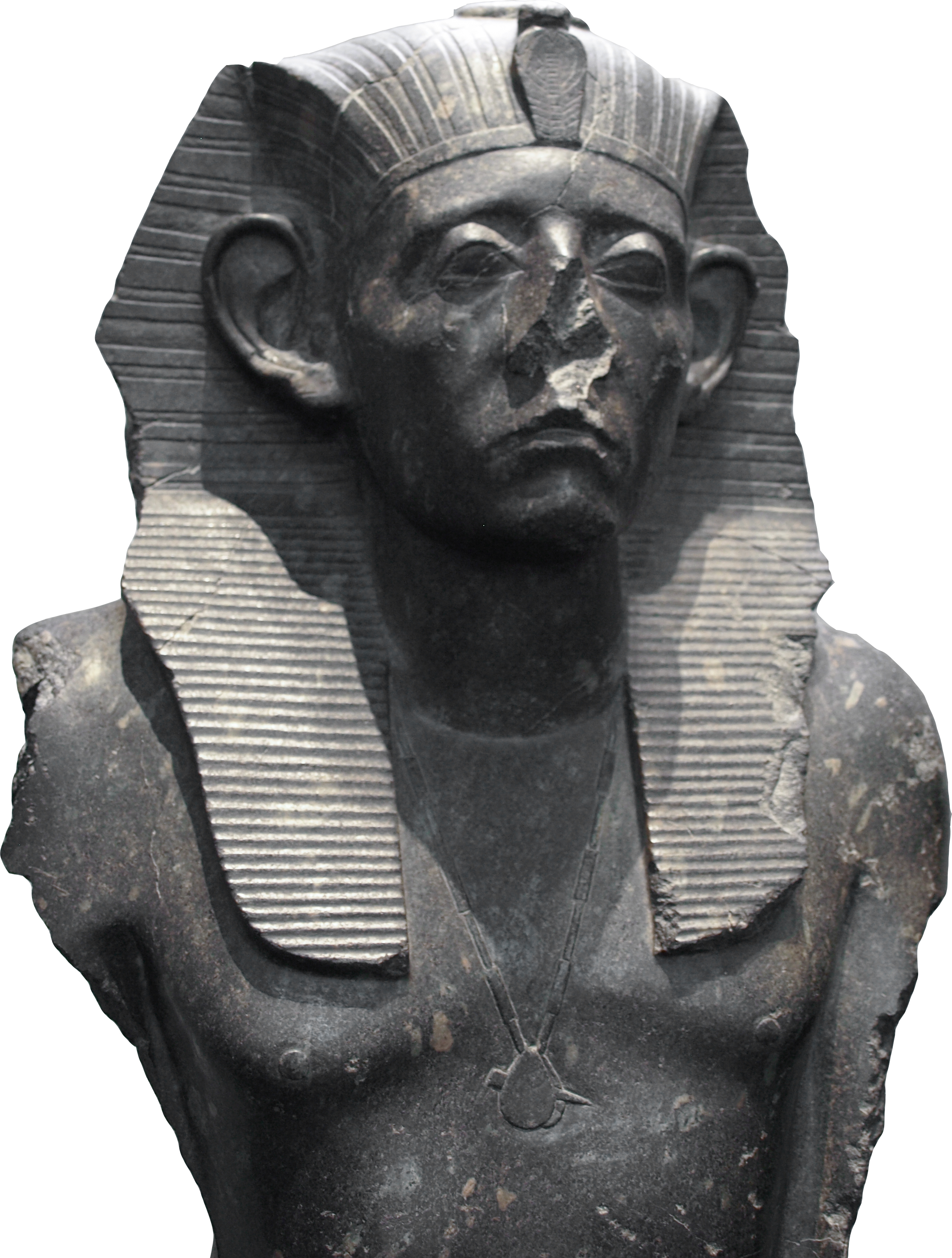
Statue de Sésostris III en souverain « âgé ». Détail Granit noir British Museum
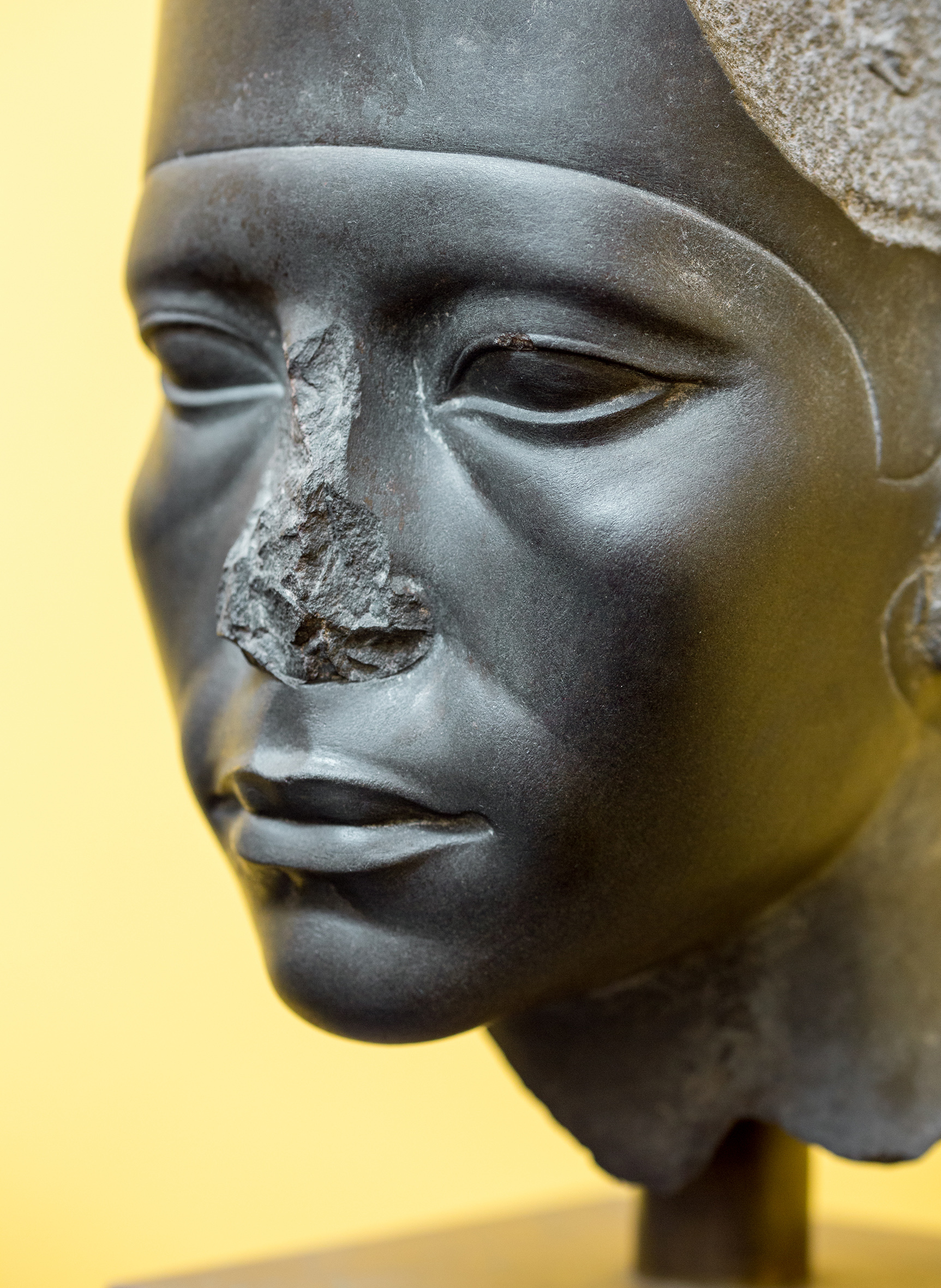
Statue d'Amenemhat III portant la couronne de Haute-Égypte. Grauwacke. Détail Ny Carlsberg Glyptotek

Plusieurs styles se succèdent dans la statuaire : l'un, un peu rude, se caractérise par des visages ronds, de grands yeux ouverts et une position assez raide. Il est principalement employé à la XIe dynastie, et se retrouve notamment dans une statue de Montouhotep II conservée au Musée égyptien du Caire. En grès peint, cette effigie plus grande que nature (1,83 m de haut) représente le roi assis, portant la couronne rouge, sur un trône cubique et sans dossier. Il porte la barbe postiche et le manteau de fête-Sed, mais ce qui frappe le plus, ce sont les chairs noires du personnage. Elles ne correspondent nullement à une réalité physique, mais seraient plutôt à mettre en relation avec le dieu Osiris, parfois représenté de la même manière. L'image de la reine Nofret (Musée du Caire)à cette effigie de 1,65 m une puissante expression de force. Par ailleurs, la pierre employée, très sombre, la diorite, donne à ce portrait, comme à tant d'autres de ces rois et reines, un aspect austère. Mais il est probable que le choix de certaines pierres pour certains sujets reposaient sur des critères que nous ignorons encore.
Le style classique, présent principalement à la XIIe dynastie, montre plus d'élégance, avec des visages plus personnalisés, moins stéréotypés, et un modelé du corps plus souple, comme dans le sphinx d'Amenemhat II du Musée du Louvre, ou encore les statues de Sésostris Ier. Un détail caractérise les portraits de cette époque, de grandes oreilles décollées, motif que l'on retrouve pour des effigies de rois et de reines, comme la reine Néféret II. C'est un fait aisé à constater, que certains interprètent comme une attention à écouter, une forme de vigilance,
Il faut évoquer, pour les statues royales, le cas de celles de Sésostris III, qui montrent le roi à différents « âges » de la vie, tantôt, apparemment « jeune » et vigoureux, tantôt plus « vieux », le visage émacié et les traits affaissés. La signification de ces différences est assez mystérieuse : il semblerait que ce ne soit pas des représentations de la réalité (les deux types ont pu être réalisés au même moment), mais plutôt, peut-être, le résultat de la volonté de montrer le roi humanisé, ou sous ses facettes diurne et nocturne, ou encore siège de la force (la jeunesse) et de la sagesse (la vieillesse).
La pratique de la statue monumentale, pour les pharaons, s'est accentuée, tandis que les constructions architecturales se faisaient plus modestes que sous l'Ancien Empire, et sont restées souvent inachevées. La monumentalité des effigies pouvait affirmer leur domination sur tout le pays.

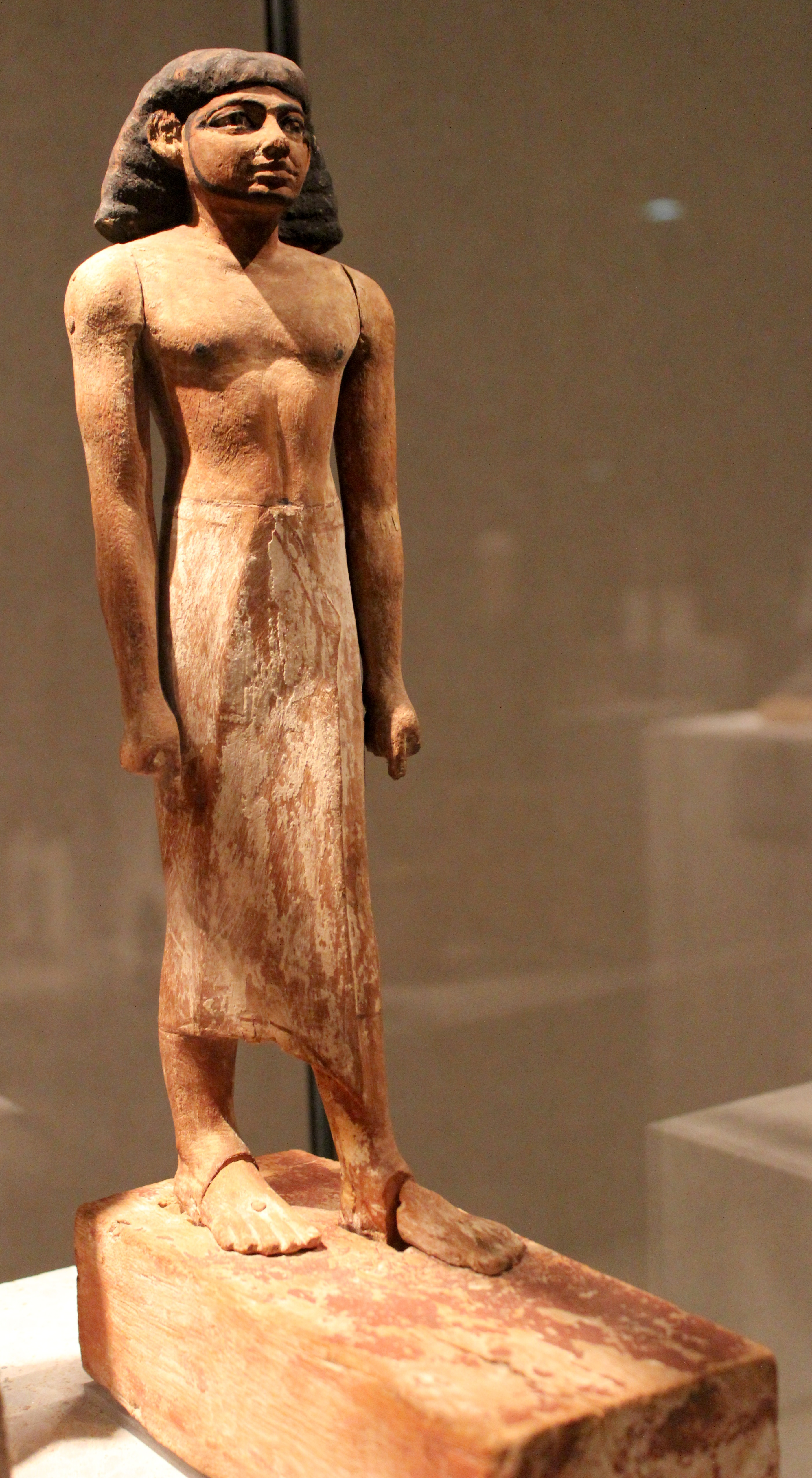
Statue. Bois stuqué et peint. XIIe dyn. Neues Museum
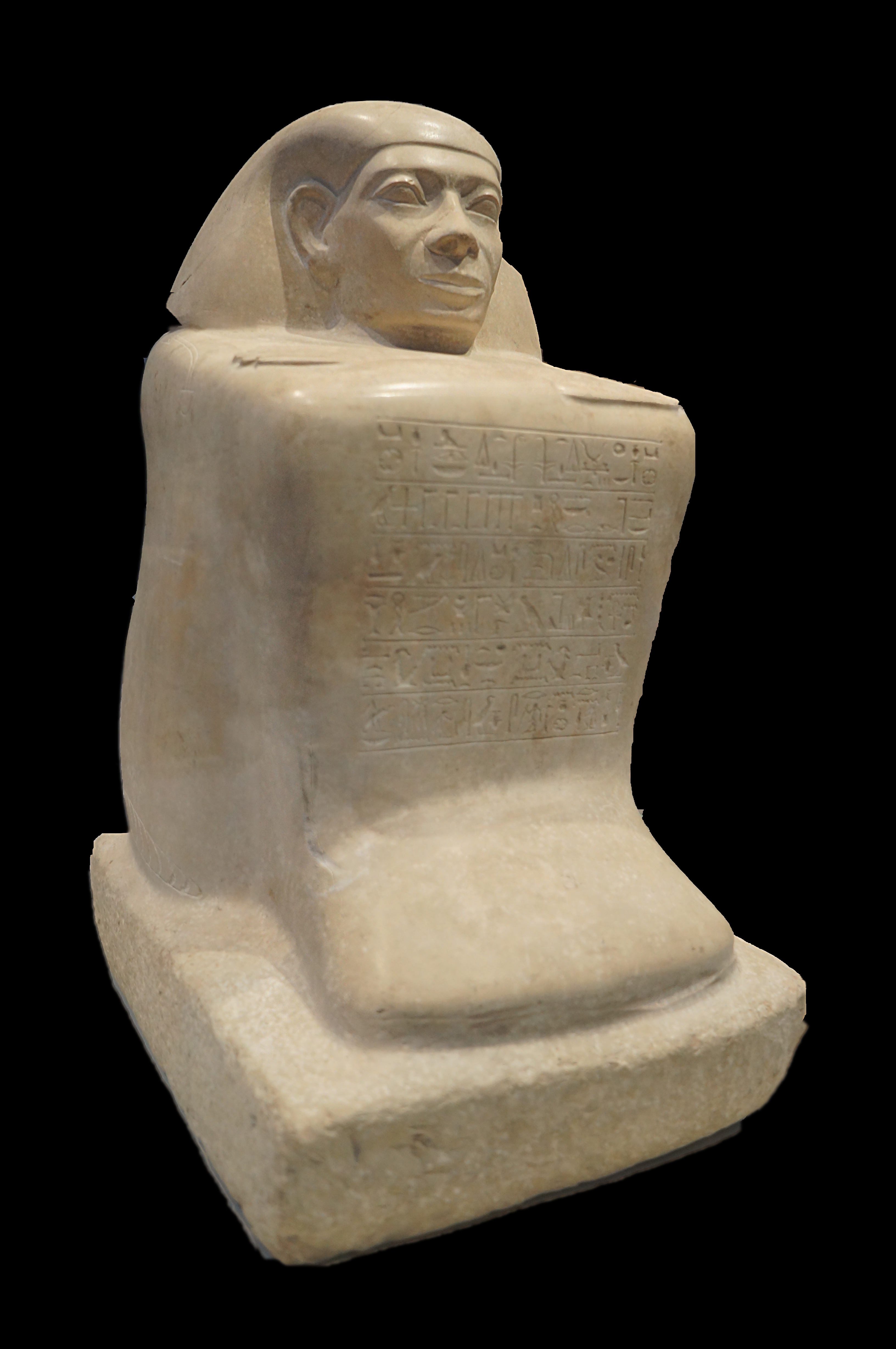
Statue cube: offrande du roi au bénéfice d'un employé. Abydos. V. 1790-1700. Calcaire H 45 cm. Louvre-Lens
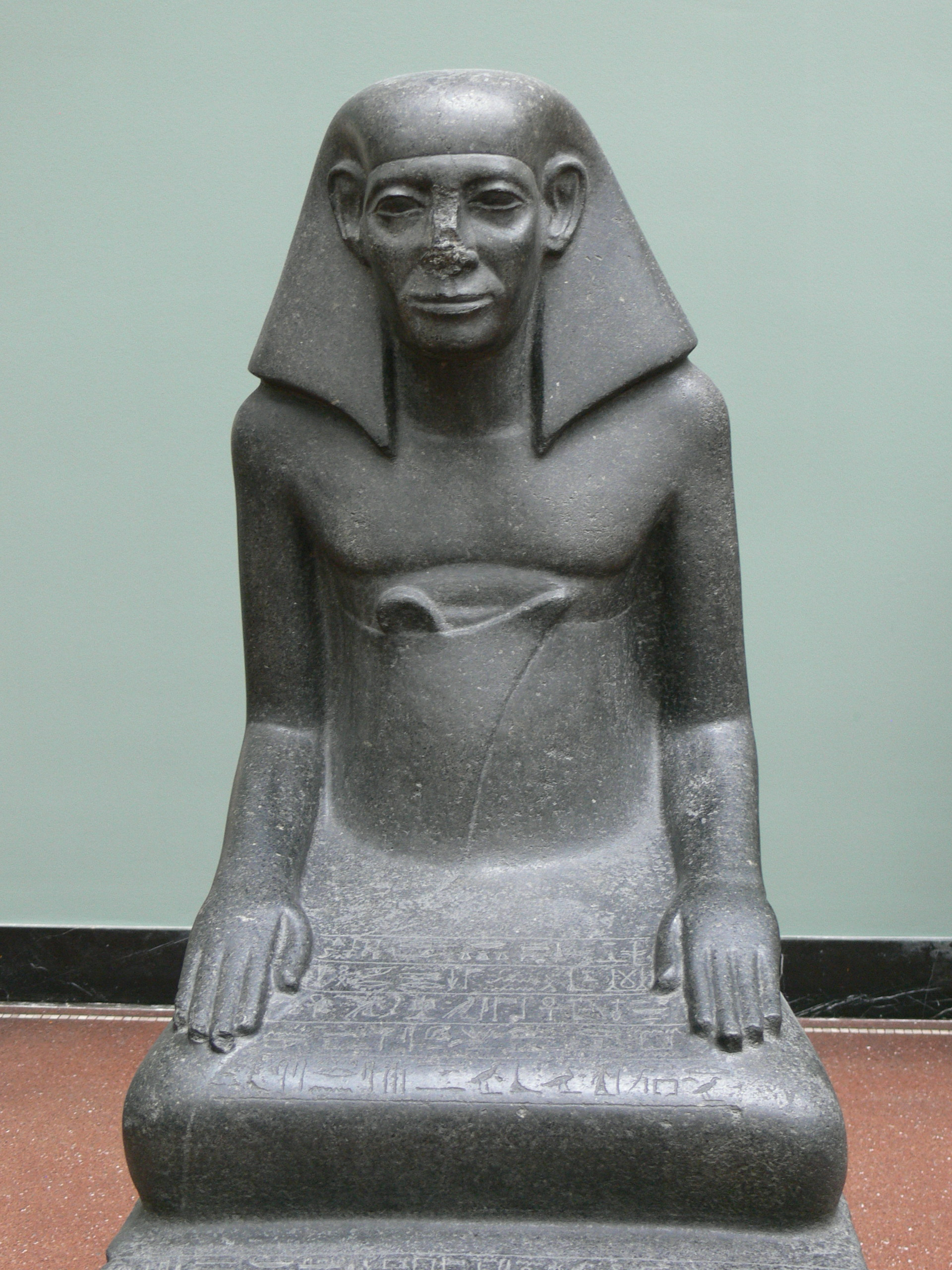
Statue d'un poseur de sceaux et grand intendant, XIIIe dynastie, v. 1700. Temple d'Amon à Karnak. Ny Carlsberg Glyptotek
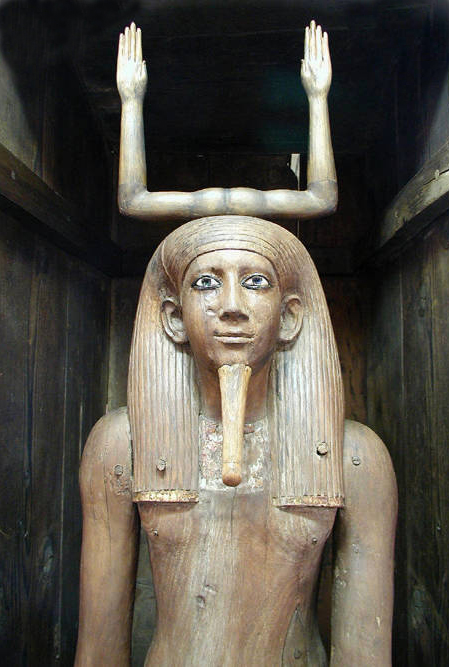
Statue du ka de Aoutibrê Hor, XIIIe dyn. Bois, H. totale 1,70 m. Musée égyptien du Caire[21],
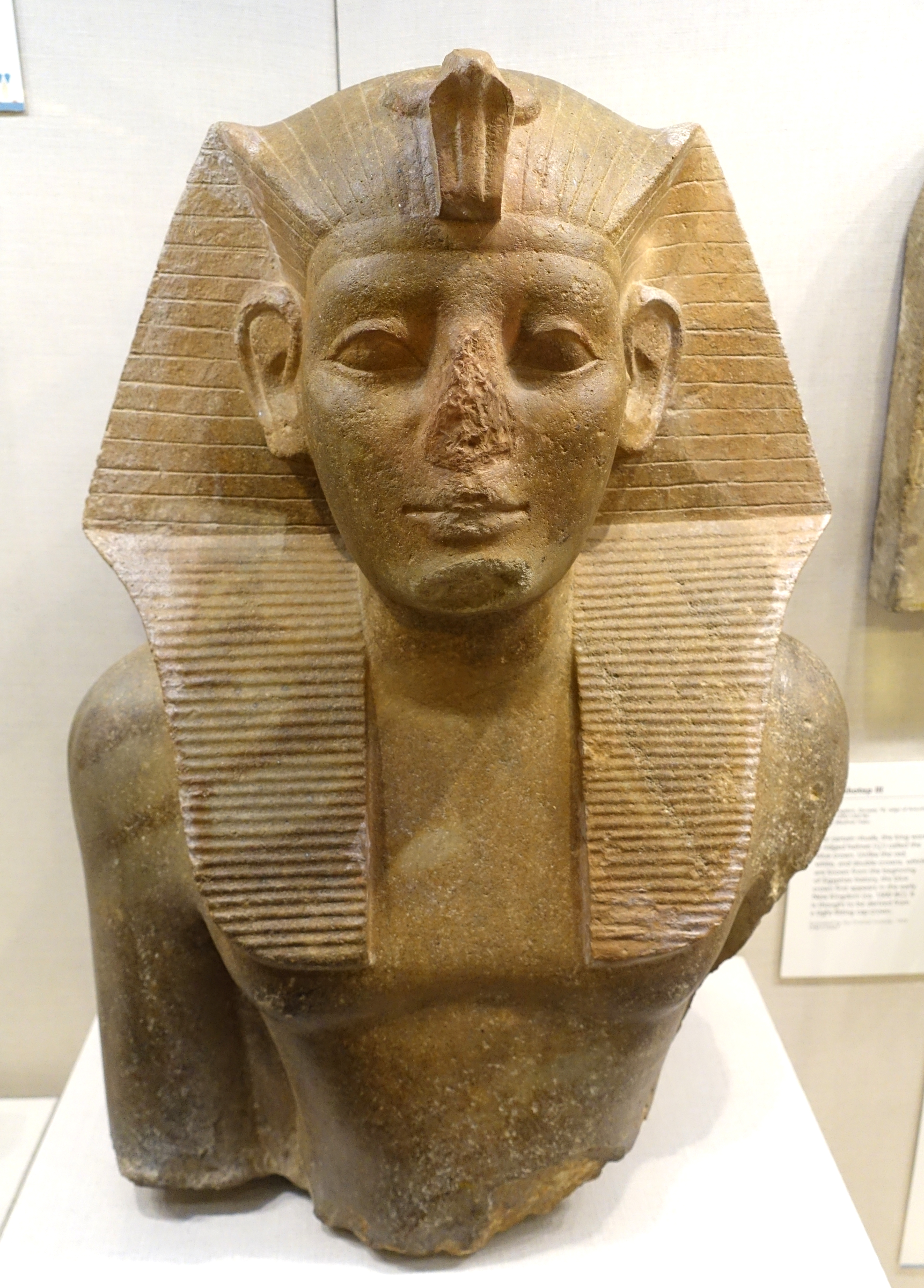
Neferhotep Ier, roi, fin XIIIe dyn. d'Abydos, v. 1750. Quartzite. Université de Chicago

Au cours de la XIIIe dynastie, l'Égypte traverse une période de crise majeure, avec la multiplication des monarchies locales en Haute et Moyenne Égypte, et en raison d'un quasi-abandon, sur le plan politique, de la région du delta et des oasis du désert occidental depuis la fin du IIIe millénaire et jusqu'au milieu du IIe. Ceci ne bouscule pas les codes de figuration, les pratiques, les matériaux. Le roi Neferhotep voit son effigie traitée avec le même soin, les mêmes vêtements, dans le même quartzite que ses prédécesseurs. le style continue de pratiquer une synthèse entre ce que nous appelons « idéalisation » et « humanisation ». Tandis que la région du Nord, avec la nouvelle capitale d'Avaris, reçoit les sujets et les formes qui viennent, par le commerce, du bassin Levantin (Turquie méridionale, Chypre, Moyen-Orient) et de l'Afrique par le royaume Nubien de Kerma ; des régions qui sont, alors, les plus dynamiques de leur temps.

## Joaillerie et orfèvrerie
Joaillerie et orfèvrerie sont des arts particulièrement importants au Moyen Empire, et assez bien connus grâce à la découverte au XIXe siècle de tombes de princesses inviolées à Dahchour.
Le lapis-lazuli, la cornaline, et la faïence sont incrustés sur l'or par la technique du cloisonné, pour créer diadèmes et pectoraux. Celui de la princesse Mereret (conservé au Musée égyptien du Caire), la fille de Sésostris III, est particulièrement remarquable : il se compose de manière symétrique, autour du cartouche du pharaon protégé par une déesse vautour Nekhbet. Deux griffons (êtres hybrides à tête de faucon et corps de félin), portant une couronne à plumes et un uræus, attrapent par les cheveux un captif agenouillé et piétinent un autre captif renversé. Ces deux figures affrontées maintiennent le cartouche de Sésostris III. Si la scène est incrustée de pierres précieuses au recto, elle est également gravée dans l'or au verso. Le choix et l'organisation des éléments qui composent cette scène sont emblématiques de l'exercice du pouvoir de Sésostris III par la violence et la guerre qui ont marqué son règne.
Dans certains cas, les artistes du Moyen Empire ont dépensé une attention et un travail extraordinaires sur des parties d'objets qui n'étaient pas facilement visibles. Par exemple, les bijoux du Moyen Empire étaient non seulement recouverts d'incrustations incroyablement minuscules, mais le dos des meilleures pièces était orné d'une décoration ciselée, très élaborée, visible uniquement par les femmes qui les portaient.

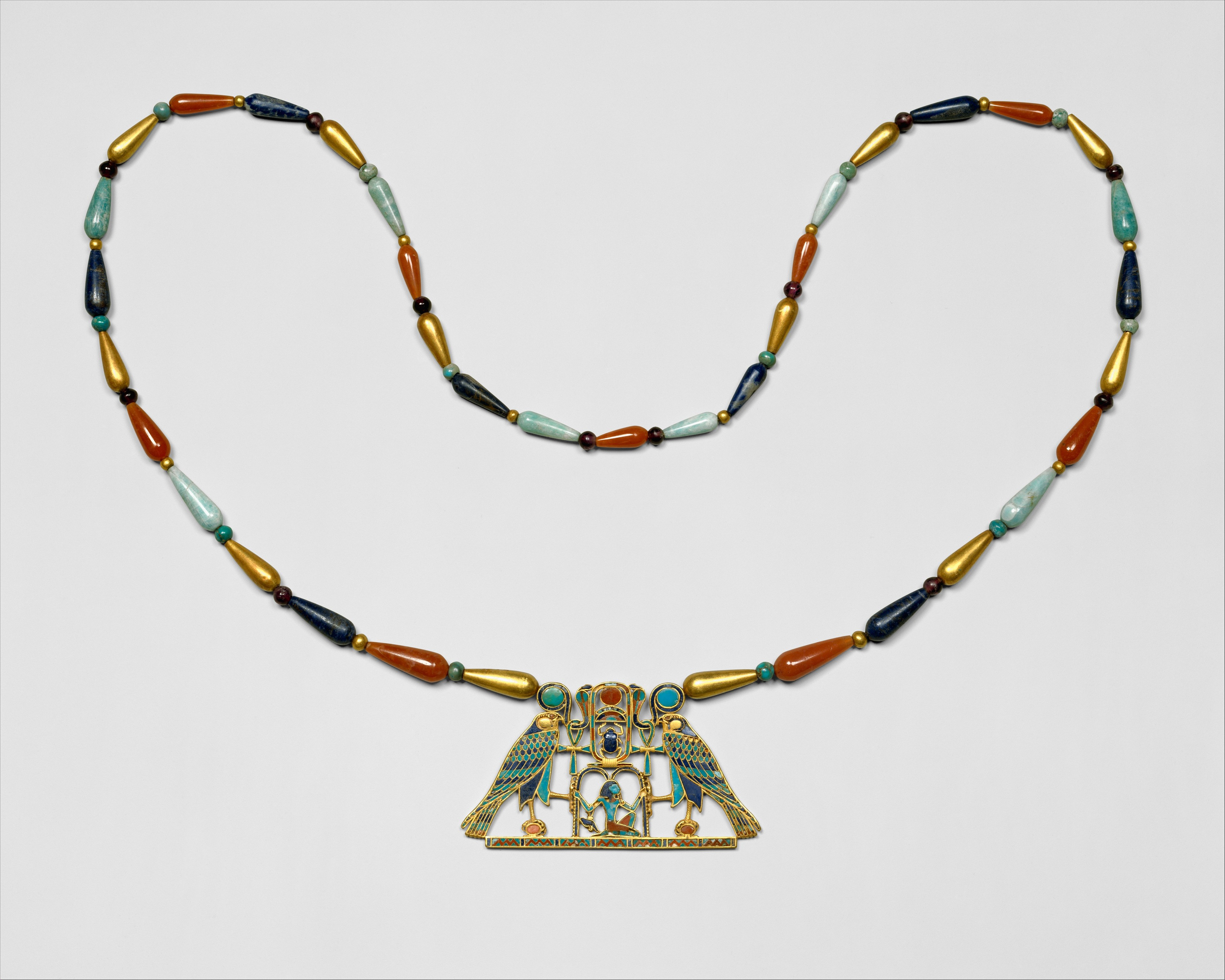
Pectoral de la princesse Sathathoriounet, règne de Sésostris II Met
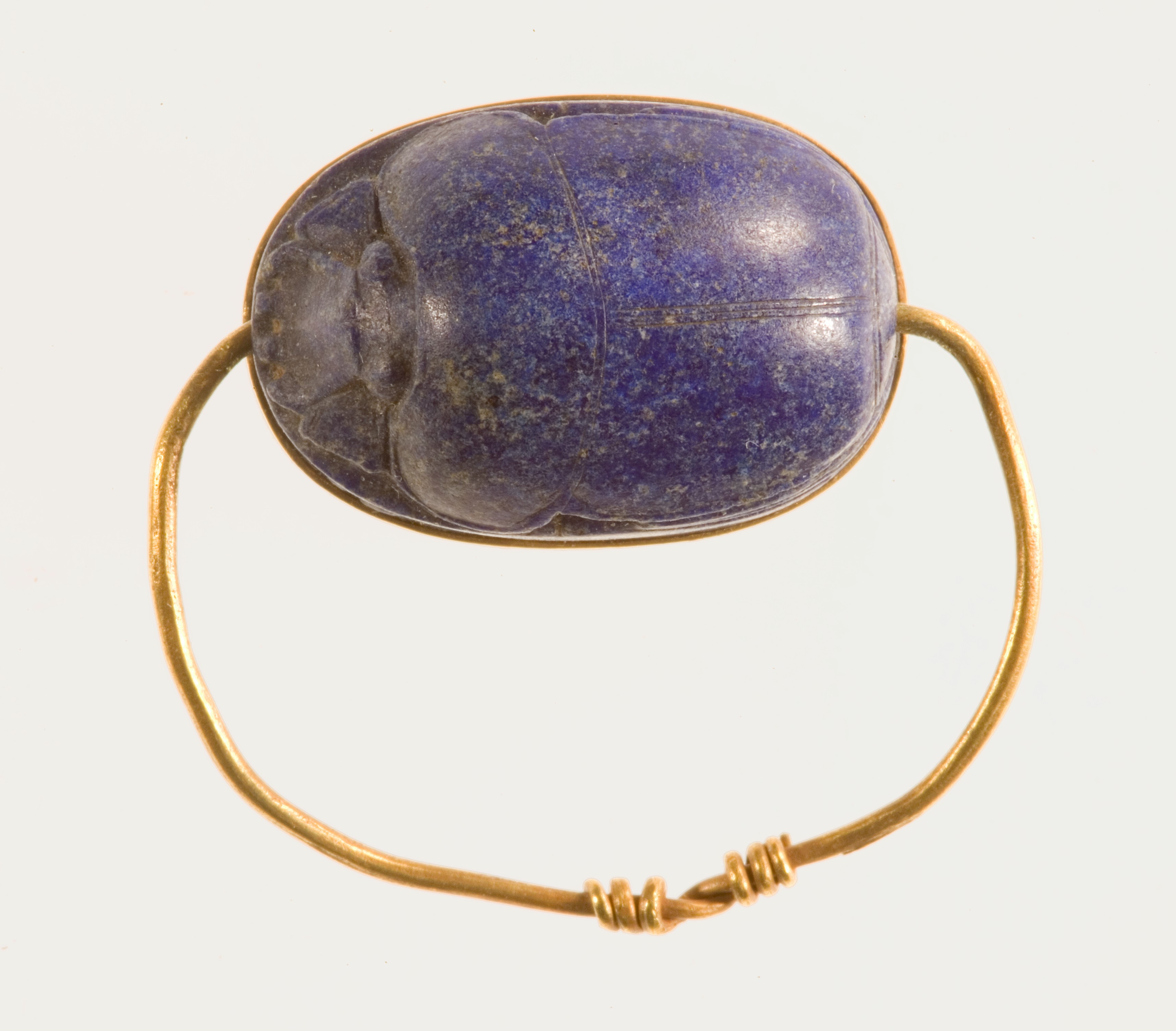
Bague en or au scarabée de lapis lazuli. Fouille de Morgan. Met
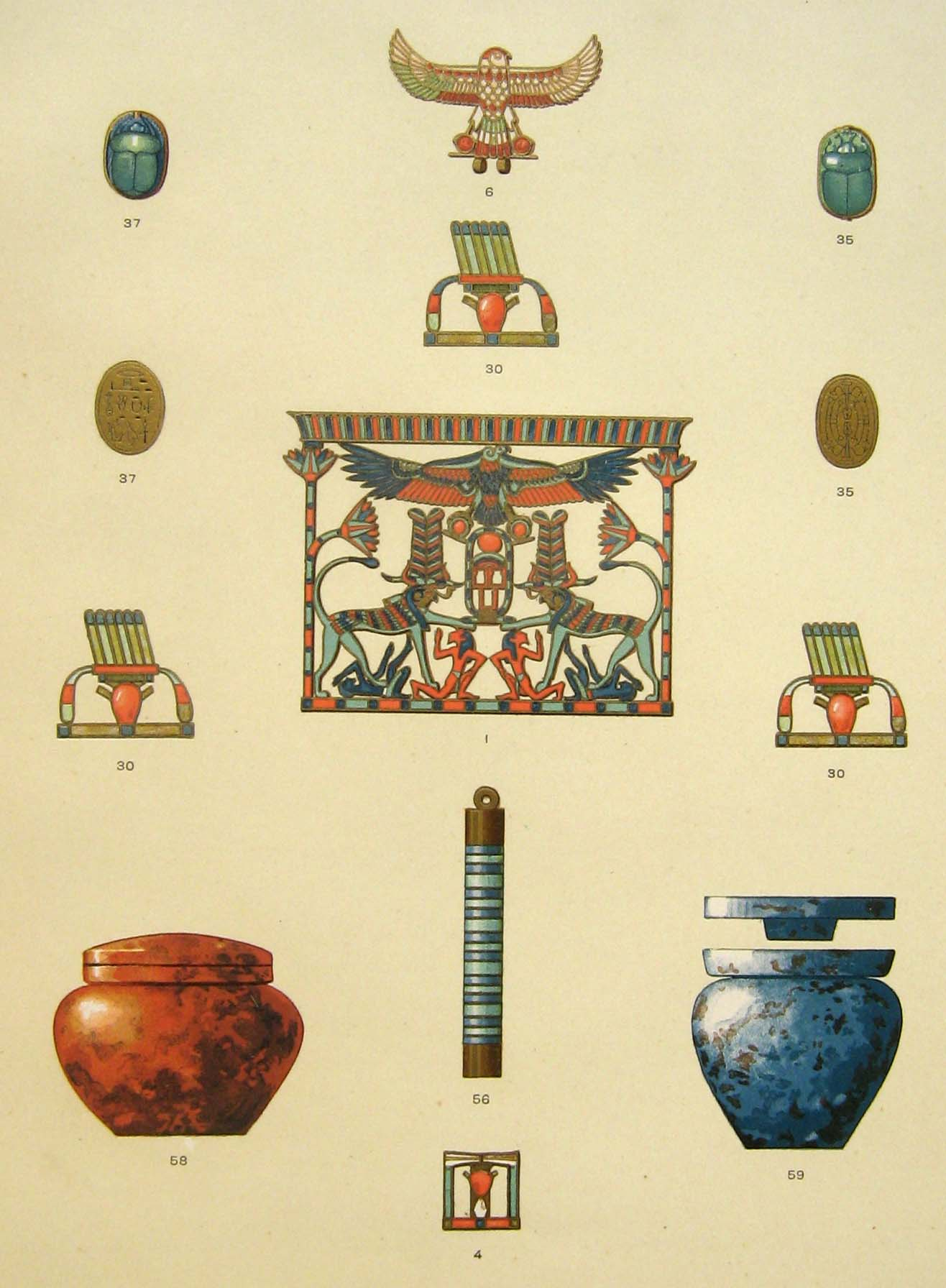
Trésor de Dahchour. Au centre (no 1) pectoral de la princesse Méreret au nom de son père Sésostris III. Jacques de Morgan, Fouilles à Dahchour, 1895[24], au Musée égyptien du Caire
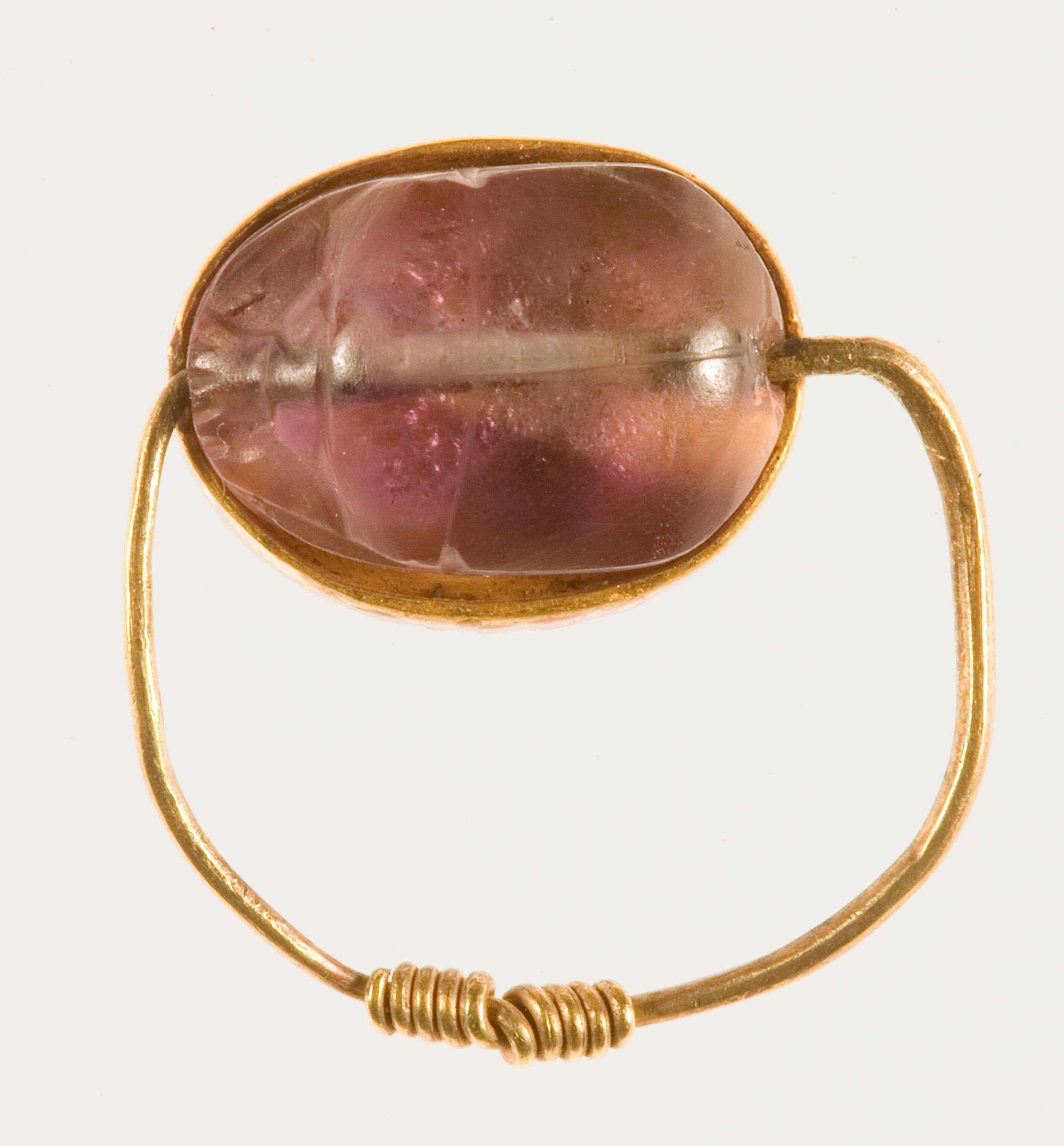
Bague en or au scarabée d'améthyste. Fouille de Morgan. Met
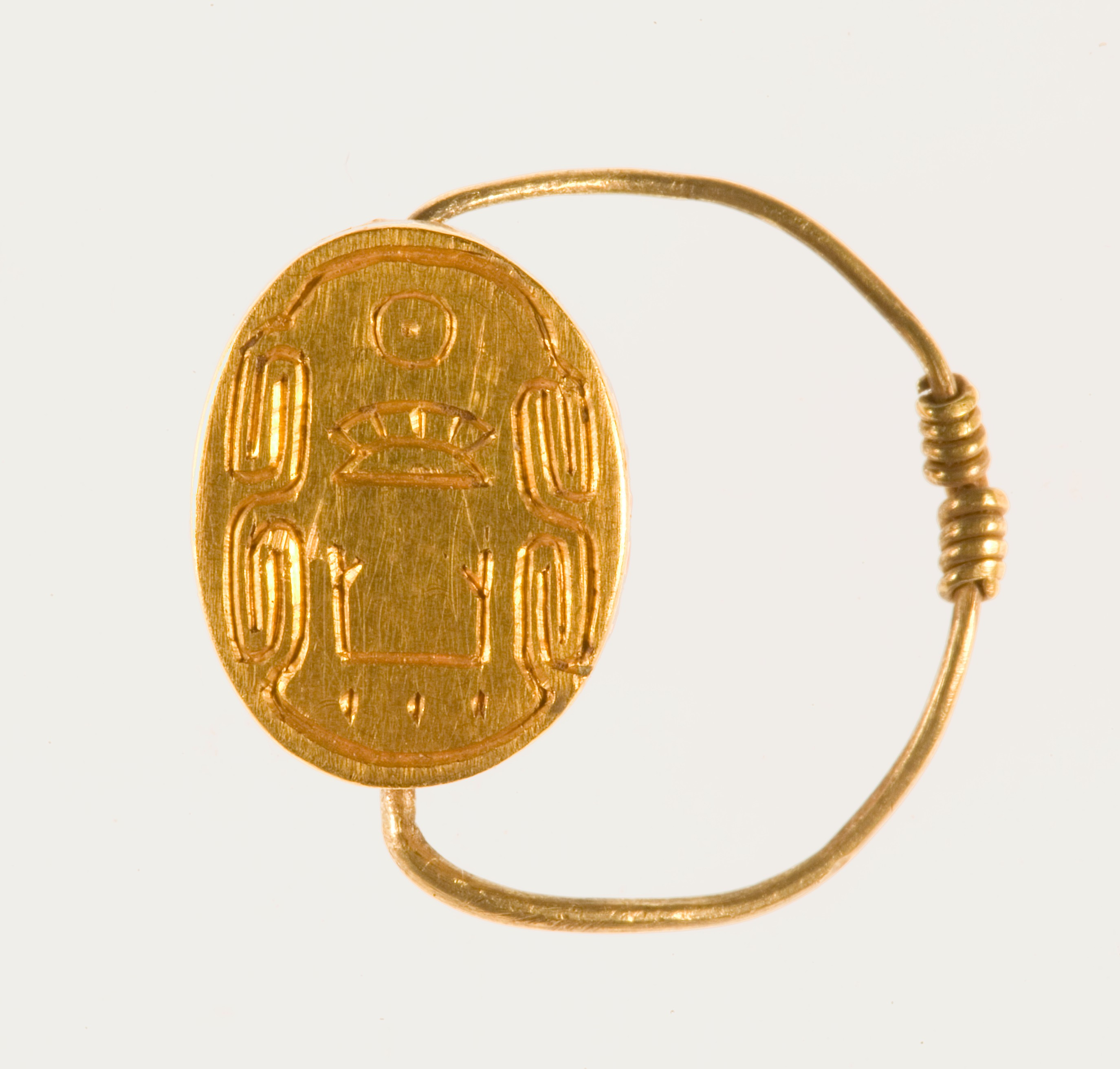
Bague en or au scarabée d'améthyste. Revers. Met
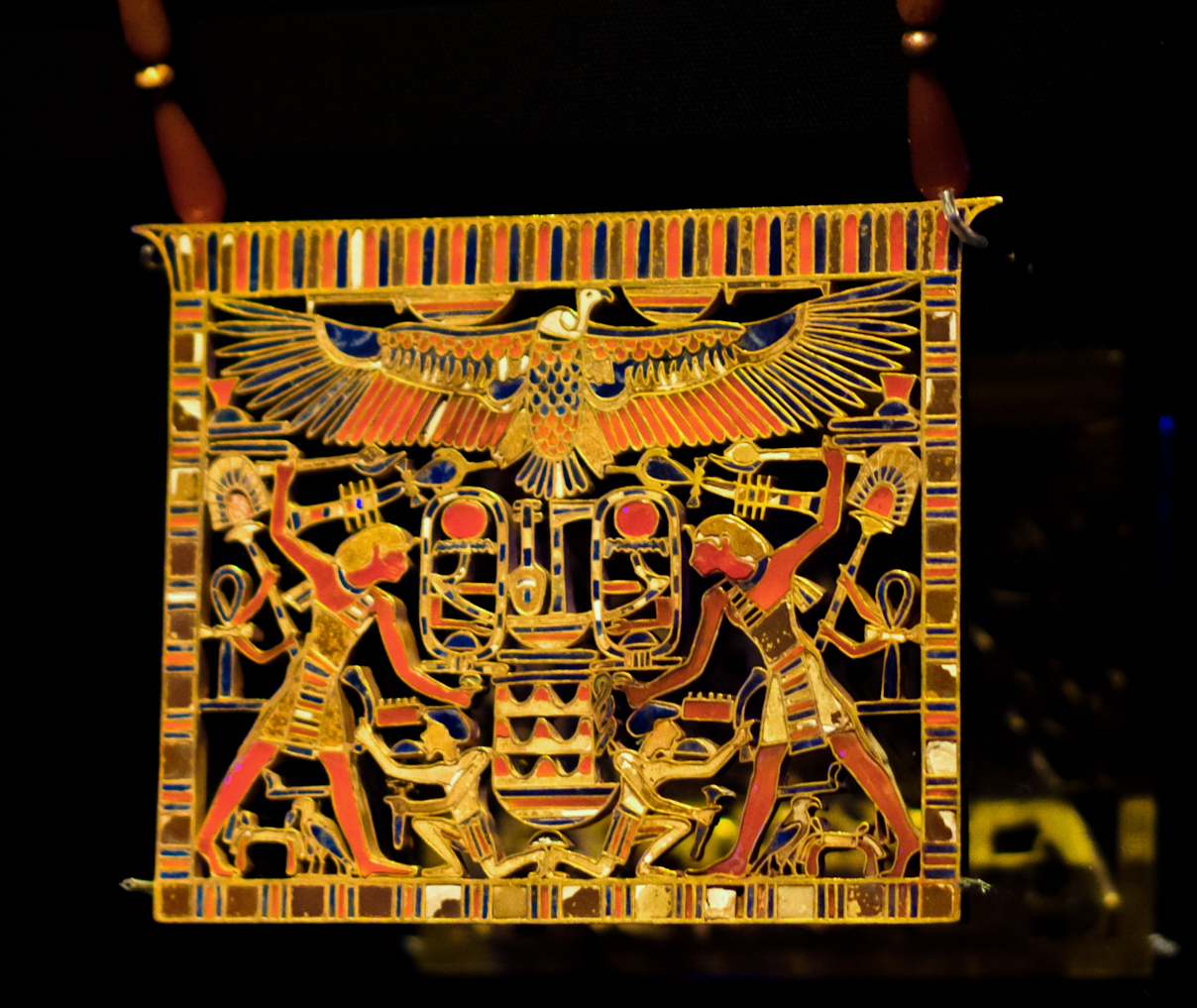
Pectoral. Règne d'Amenemhat III. Or et pierre semi-précieuses. Fouille de Morgan. Musée égyptien du Caire
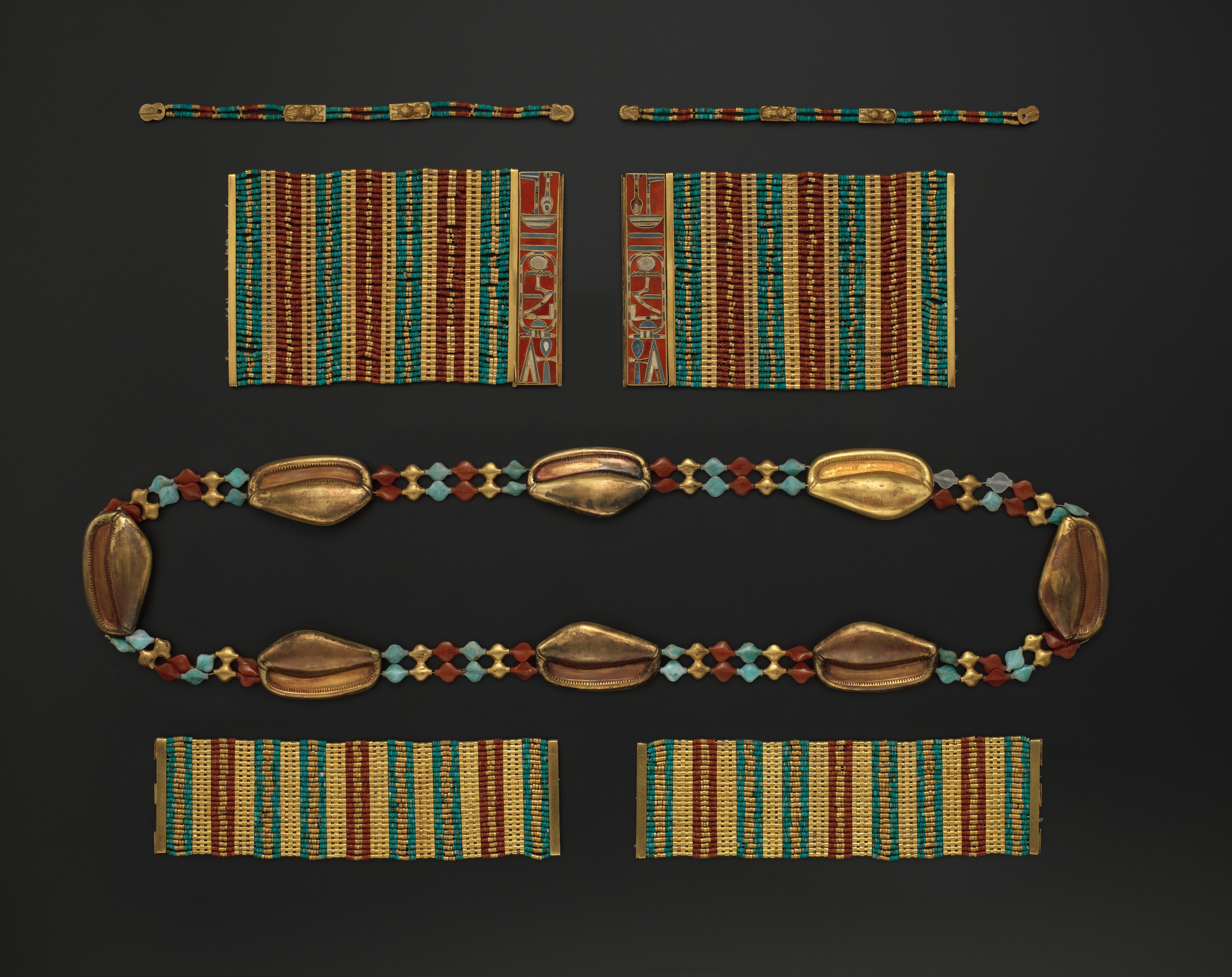
Bijoux de la princesse Sathathoriounet (r. d'Amenemhat III)[note 5]. Met